# Varsó
Varsó (lengyelül Warszawa kiejtéseⓘ [var'ʃava], németül: Warschau, szlovákul: Varšava) 1596 óta Lengyelország fővárosa, emellett fontos tudományos, gazdasági, kulturális és politikai központ. A metropolisz Lengyelország keleti-középső részén, a Visztula partján fekszik, népességét hivatalosan 1,8 millió lakosra becsülik egy nagyobb, 3,1 millió lakosú agglomeráción belül, ami Varsót az Európai Unió 7. legnépesebb fővárosává teszi. A város területe 517 km2, míg agglomerációjának 6100 km2. Varsó jelentős nemzetközi turisztikai célpont. Történelmi óvárosa az UNESCO Világörökség része.
A város a 16. század végén emelkedett ki, mikor III. Zsigmond úgy döntött, hogy a lengyel fővárost és királyi udvarát Krakkóból ide költözteti. Az elegáns építészet, a nagyszerűség és a kiterjedt sugárutak adták Varsónak az „Észak Párizsa” becenevet a második világháború előtt. A város a második világháborúban legsúlyosabb pusztításokat elszenvedett városok közé került az 1943-as varsói gettófelkelés, majd különösen az 1944-es varsói felkelés brutális leverése során. Varsó a háború utáni újjáépítés miatt nyerte el a „Főnix város” becenevet, mivel épületeinek több mint 85%-a romokból épült újjá.
2012-ben az Economist Intelligence Unit Varsót a világ 32. legélhetőbb városának minősítette. 2017-ben a város a „Vállalkozásbarát” szempont szerint a 4., az „Emberi tőke és életmód” szerint a 8. helyen végzett, és a régió életminőségi rangsorának első helyén járt. A város a kutatás-fejlesztés, az üzleti folyamatok kiszervezésének és az információtechnológiai kiszervezés jelentős központja. A varsói tőzsde a legnagyobb és legfontosabb Közép-és Kelet-Európában. A Frontex, az Európai Unió külső határbiztonsági ügynöksége, valamint az ODIHR, az Európai Biztonsági és Együttműködési Szervezet egyik fő intézménye, Varsóban hozta létre székhelyét.
A város a Lengyel Tudományos Akadémia, a Nemzeti Filharmonikus Zenekar, a Varsói Egyetem, a Varsói Műszaki Egyetem, a Nemzeti Múzeum, a Zachęta Művészeti Galéria és a Varsói Nagyszínház székhelye. Az óváros mellett további fő építészeti látványosságai közé tartozik a királyi palota és az ikonikus Zsigmond király oszlopa, a Wilanów-palota, a Szent János-főszékesegyház, az Óvárosi piactér, valamint számos templom és kúria a Királyi út mentén. Varsó Közép-és Kelet-Európa divat-kultúra fővárosaként pozicionálja magát. A város területének mintegy negyedét parkok foglalják el.

## Nevének eredete
A város neve a Warsz (ejtsd: Vars) név birtokos esetéből származtatható. Warsz a Warcisław név rövidített alakja, vagyis az eredeti helységnév Warszowa vagy Warszewa volt (magyar helyesírással Varsova vagy Varseva). A népi etimológia szerint a név Wars halásztól és a Visztula hableányától, Sawától ered. Ezért a 17. század második félétől a hableány karddal és pajzzsal látható Varsó címerében, az Óvárosi piactéren pedig a hableány szobra áll.

## Földrajzi viszonyok

### Fekvés
Varsó az ország középső részén, Mazóvia régióban, a Visztula (lengyelül: Wisła) folyó két partján levő síkságon helyezkedik el. Ez az egyetlen európai főváros (és egyik a kettőből a világon), amely határos nemzeti parkkal (Kampinos-erdőség). Legmagasabb pontjának magassága 115,7 m a tengerszint felett a bal parti részen („Redutowa” autóbusz-kocsiszín, Wola kerületben), 122,1 m a jobb parti részen („Groszówka” lakótelepben, a város keleti határa mellett). A legalacsonyabb pont magassága – 75,6 m (a Visztula jobb partján a város nyugati határában). Varsó két fő geomorfológiai alakzaton helyezkedik el: a morénasíkságon és a Visztula völgyében. A völgynek jobb parti része enyhén emelkedik kelet felé, a bal parti része pedig meredéllyel (Skarpa Wiślana) van határolva, amelyen többiek között az Óváros, a Citadella és a Varsói Egyetem fekszik. A meredély magassága 20-25 m a központi részen, 10 m a déli és északi részen. A város keleti határa mentén erdős dűnék sávja húzódik. A városban néhány mesterséges domb van: pl. a Varsói Felkelés Dombja (121 m), Szczęśliwice-domb (138 m – a legmagasabb pont Varsóban).

### Éghajlat
Varsó éghajlata nedves kontinentális, elég hideg telekkel és forró nyarakkal. A csapadék egyenletes eloszlású, kb. 500 mm/év. Varsót az ún. melegsziget hatása befolyásolja, azaz a város környékével összehasonlítva az átlagos hőmérséklet és a csapadék magasabb, a szélsebesség pedig alacsonyabb.
| Hónap                                             | Jan.  | Feb.  | Már.  | Ápr.  | Máj. | Jún. | Júl. | Aug. | Szep. | Okt. | Nov.  | Dec.  | Év    |
| ------------------------------------------------- | ----- | ----- | ----- | ----- | ---- | ---- | ---- | ---- | ----- | ---- | ----- | ----- | ----- |
| Rekord max. hőmérséklet (°C)                      | 12,5  | 15,9  | 23,3  | 29,1  | 32,7 | 34,8 | 36,0 | 36,4 | 33,0  | 26,1 | 19,3  | 16,1  | 36,4  |
| Átlagos max. hőmérséklet (°C)                     | 0,1   | 0,9   | 4,7   | 12,2  | 19,4 | 21,7 | 23,8 | 23,0 | 18,3  | 12,9 | 5,0   | 2,1   | 12,1  |
| Átlaghőmérséklet (°C)                             | −3,0  | −2,3  | 1,7   | 8,2   | 14,0 | 17,6 | 19,3 | 18,3 | 14,0  | 8,2  | 2,9   | −0,5  | 8,3   |
| Átlagos min. hőmérséklet (°C)                     | −6,1  | −5,5  | −1,3  | 4,2   | 8,6  | 13,5 | 14,8 | 13,6 | 9,7   | 3,5  | 0,8   | −3,1  | 4,4   |
| Rekord min. hőmérséklet (°C)                      | −30,7 | −30,4 | −23,5 | −10,1 | −3,6 | 0,3  | 4,2  | 2,0  | −4,7  | −9,0 | −18,2 | −27,4 | −30,7 |
| Átl. csapadékmennyiség (mm)                       | 21    | 25    | 24    | 33    | 44   | 62   | 73   | 63   | 42    | 37   | 38    | 33    | 495   |
| Havi napsütéses órák száma                        | 43    | 59    | 115   | 150   | 211  | 237  | 226  | 214  | 153   | 99   | 39    | 25    | 1571  |
| Forrás: Instytut Meteorologii i Gospodarki Wodnej |       |       |       |       |      |      |      |      |       |      |       |       |       |

### Zöldterületek és tavak

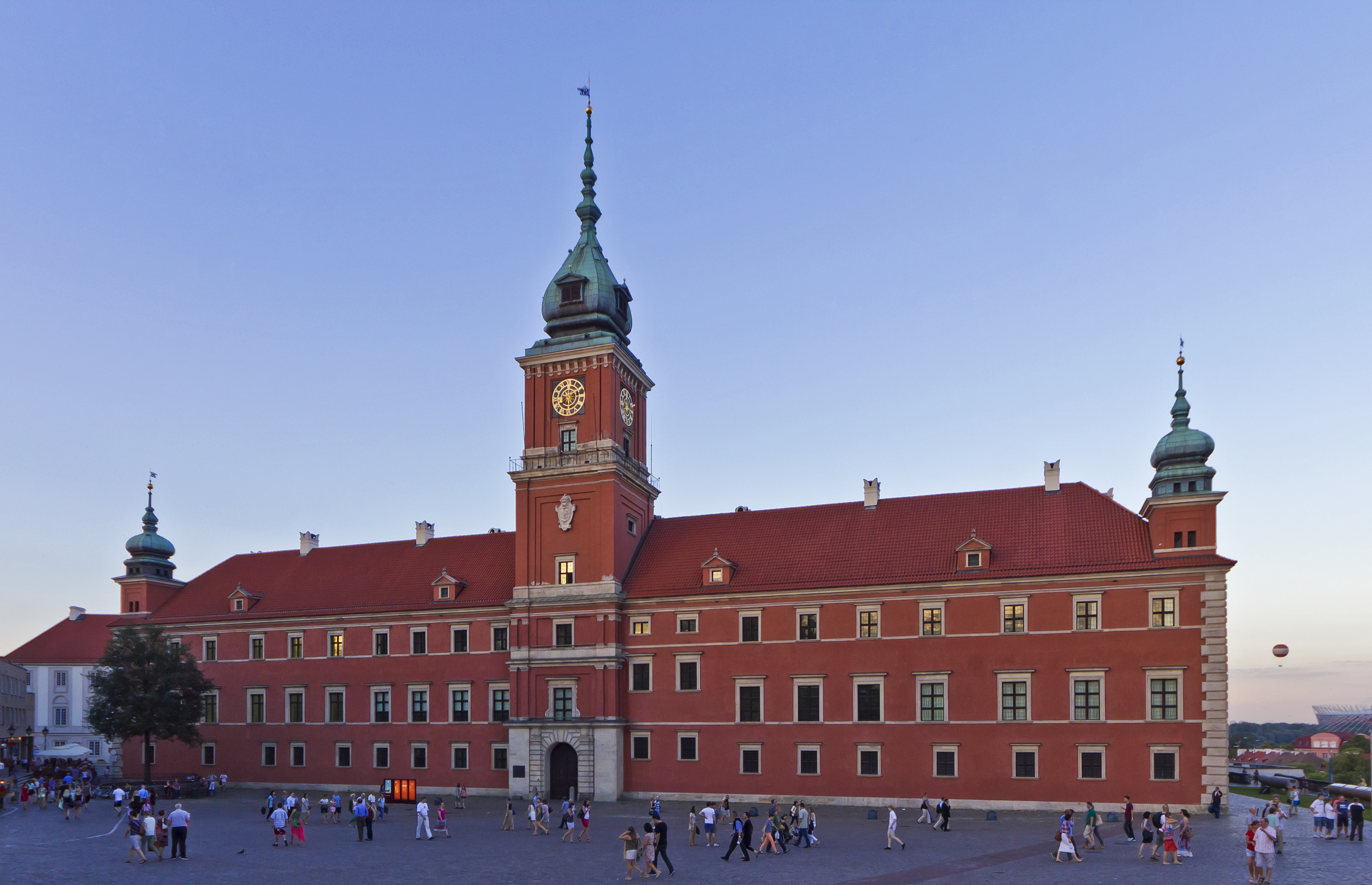
A királyi palota az Óvárosban a Kastély téren

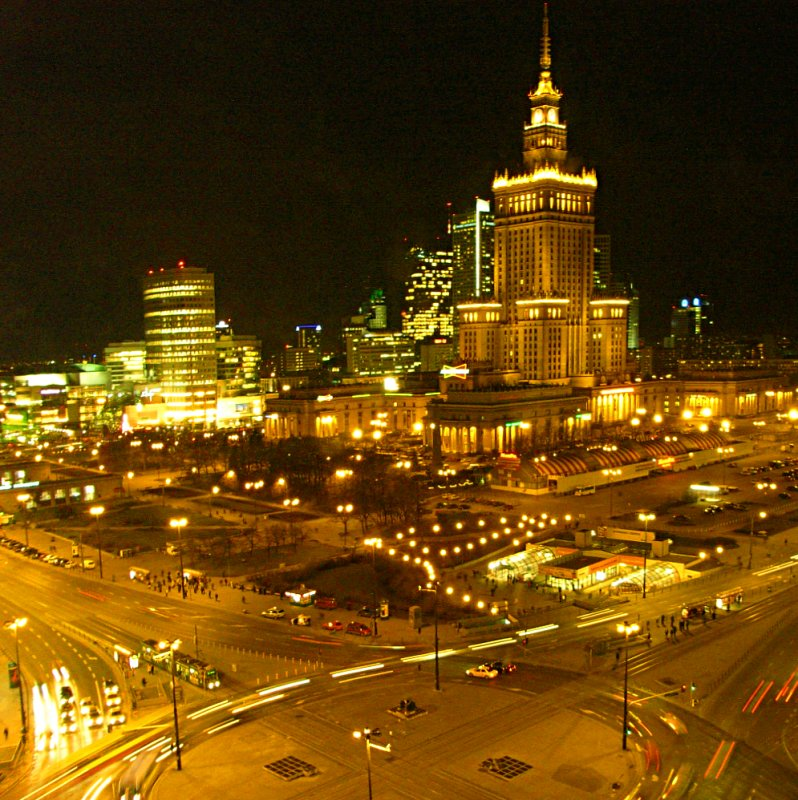
A város központja – Roman Dmowski körtér, mögötte a Kultúra és Tudomány Palotája

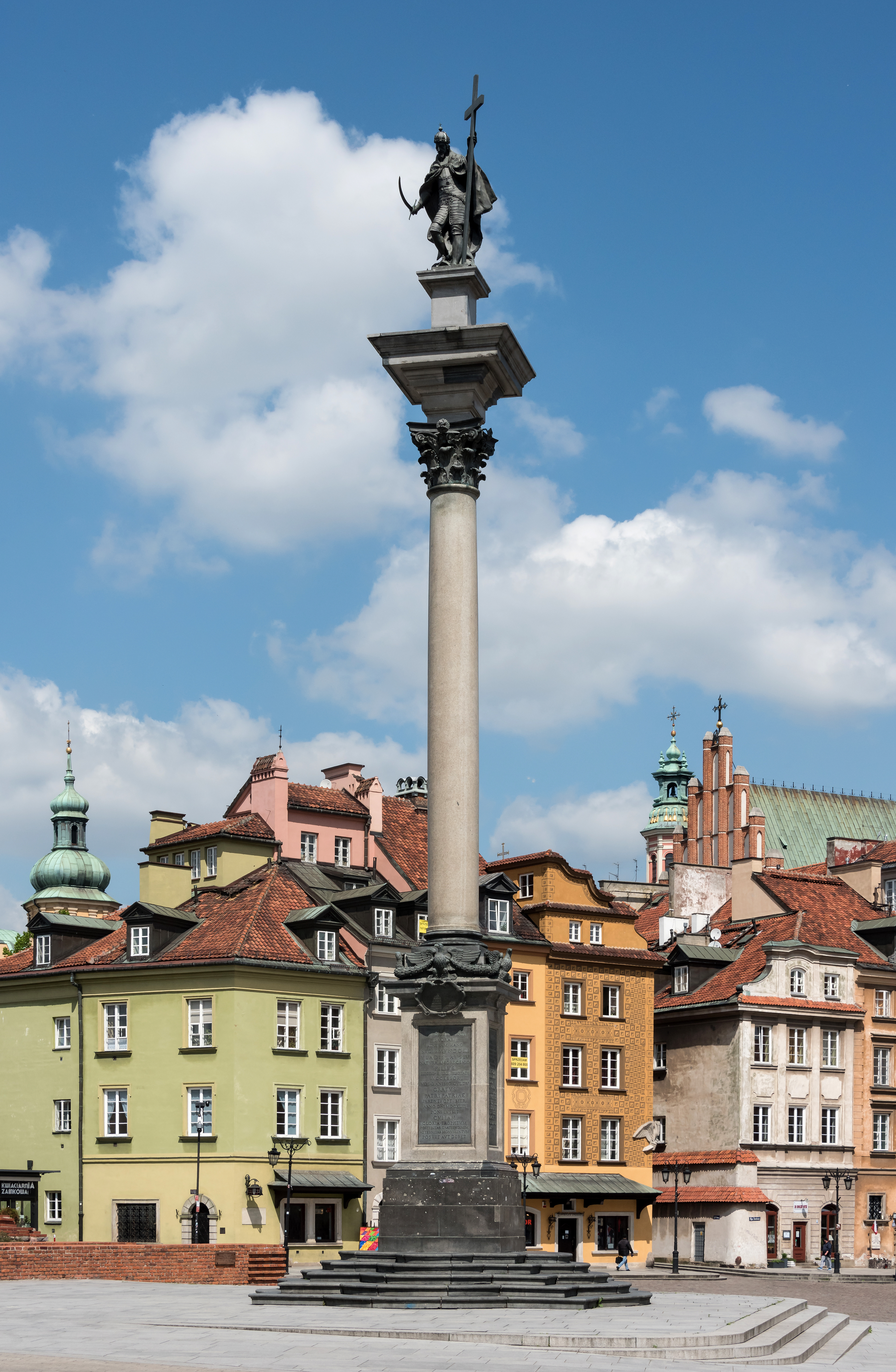
III. Zsigmond király oszlopa az Óváros főterén

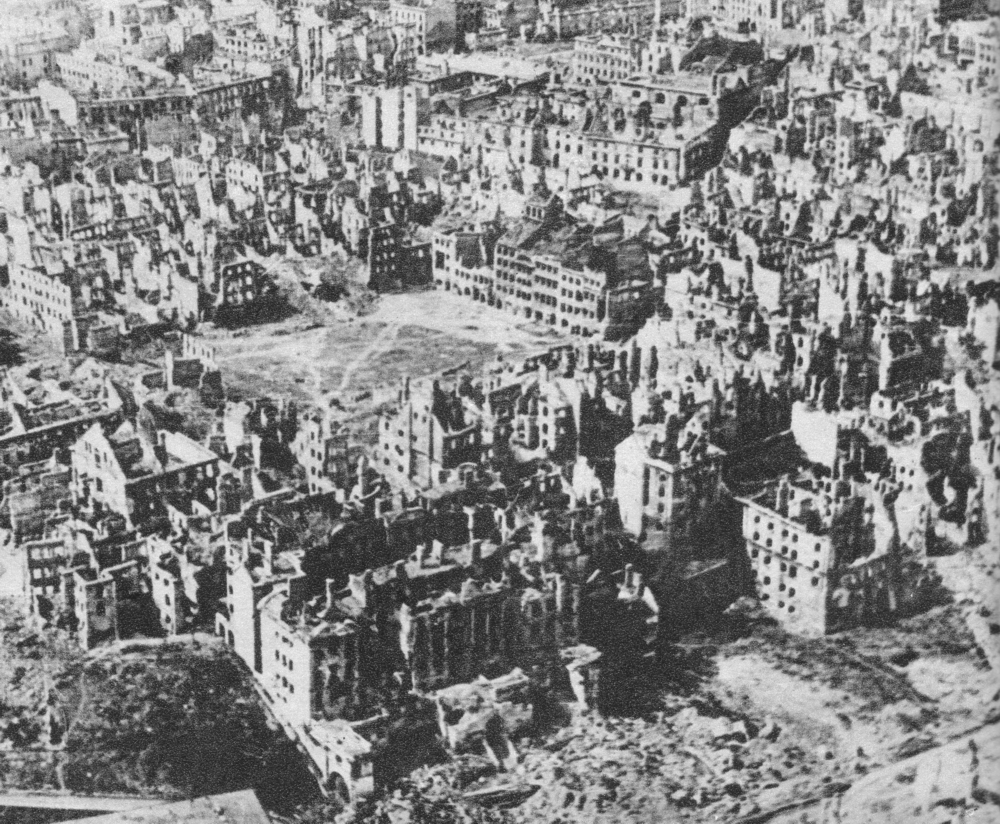
A varsói Óváros a varsói felkelés után; a város épületeinek nagyjából 80%-a megsemmisült

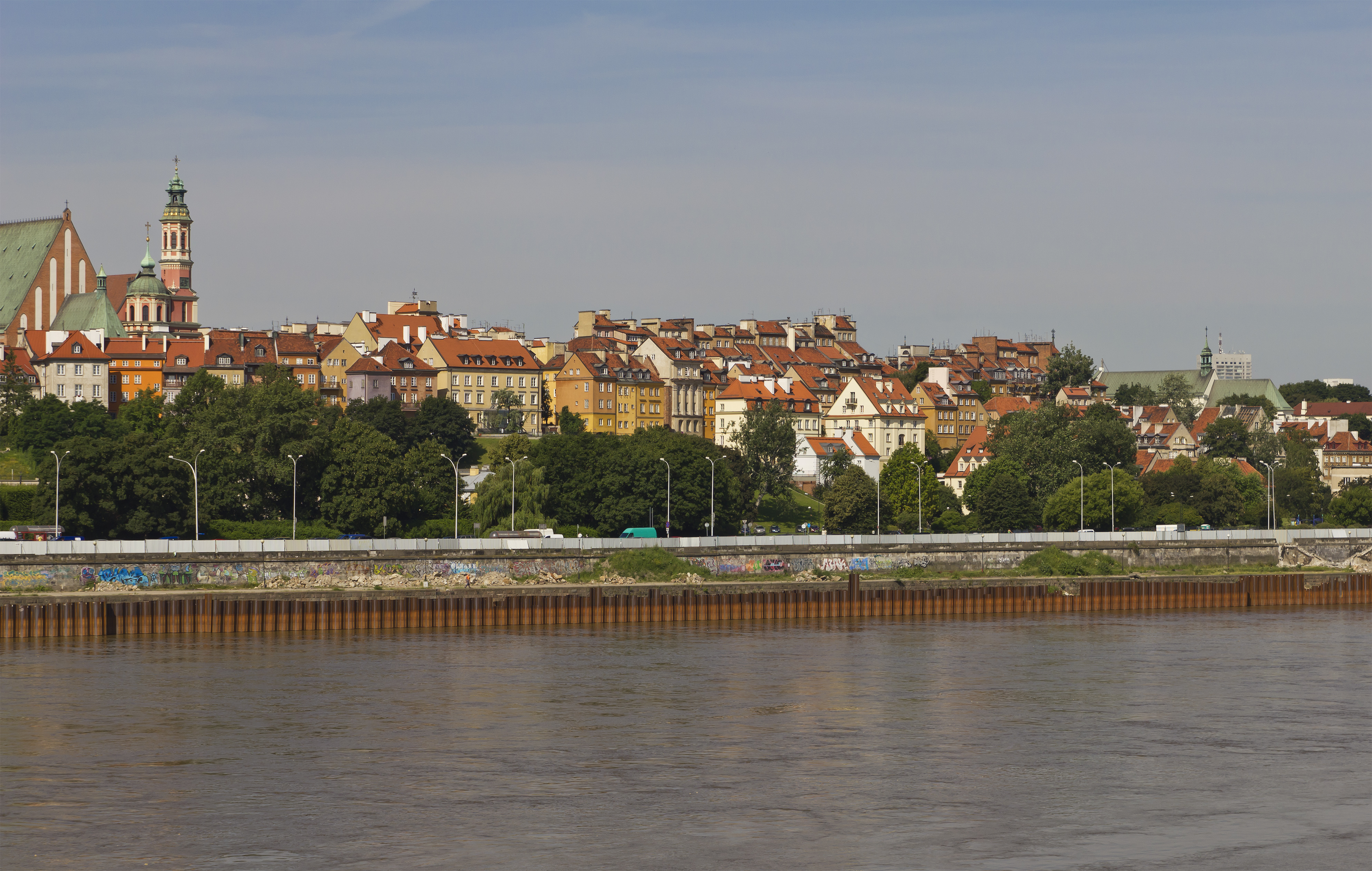
Az újjáépített Óváros (Stare Miasto)

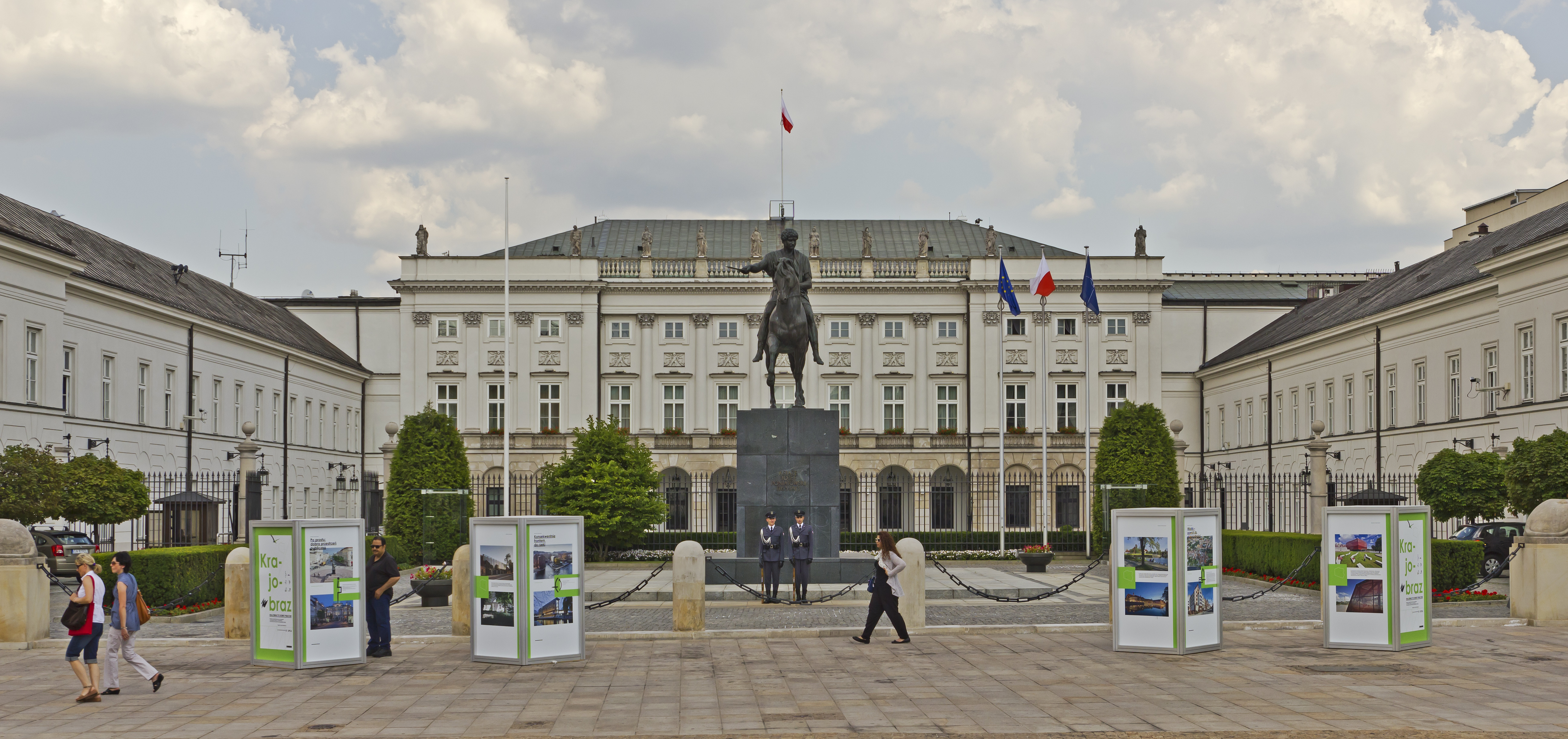
Az elnöki palota (Pałac Prezydencki)

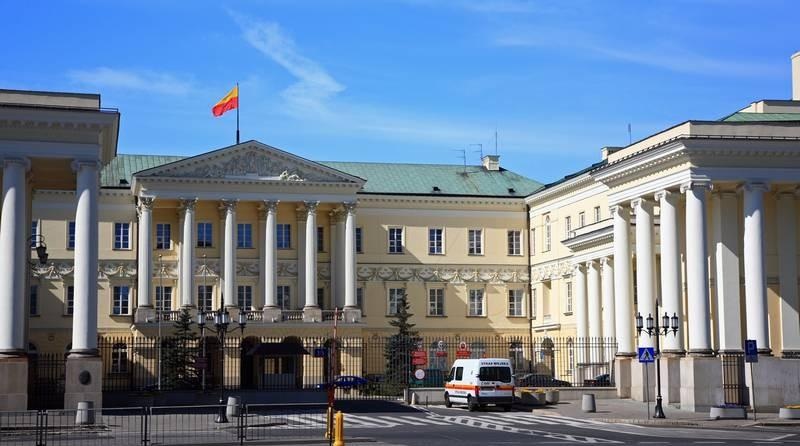
A régi jövedelem és kincstár kormányzási bizottság palotája – ma varsó elnöke, a városi hivatal és a vajdasági hivatal székhelye

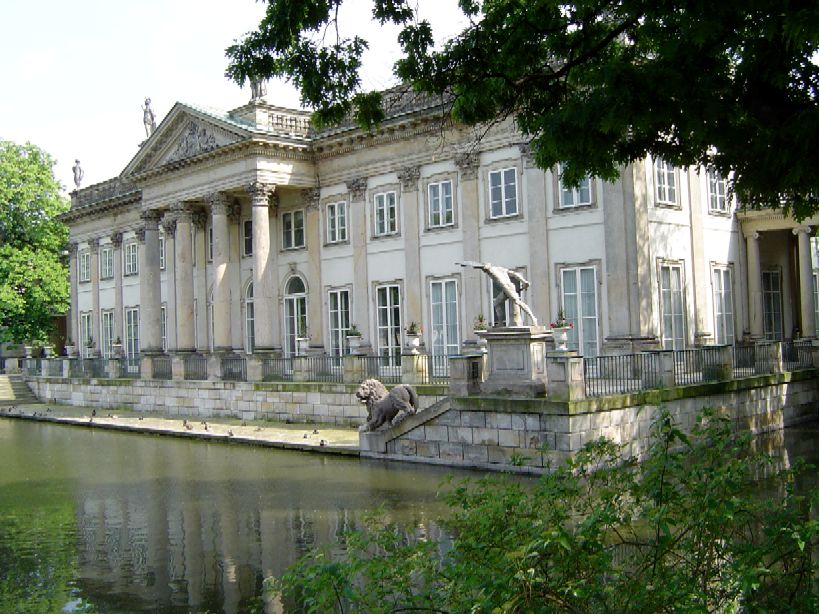
A királyi fürdőpark palotája (Pałac Łazienkowski)

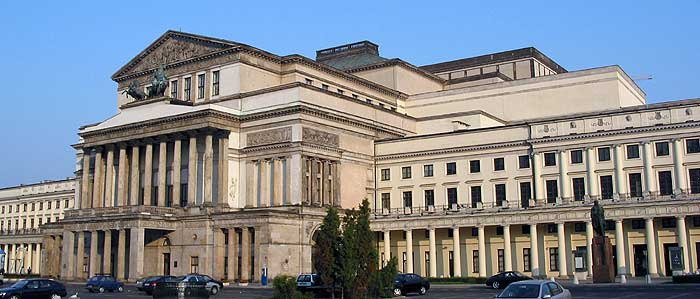
A Nagyszínház (Teatr Wielki)

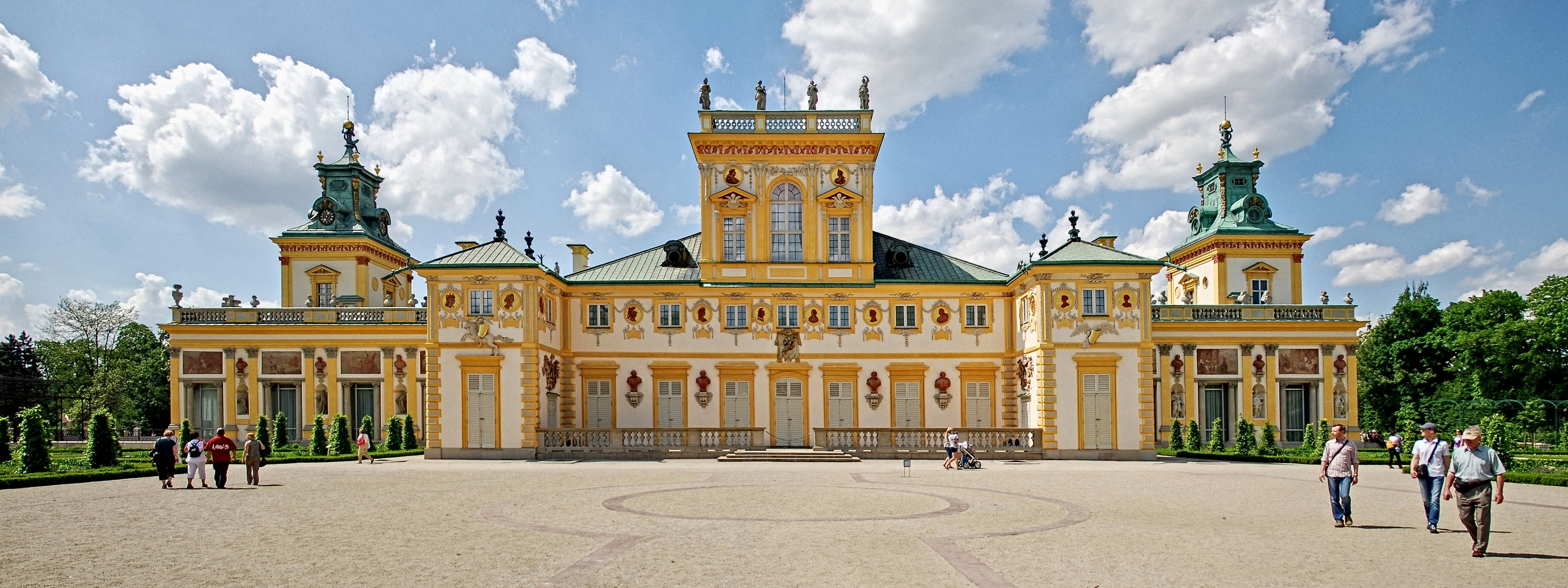
A felújított wilanówi palota régen nyári királyi rezidencia volt

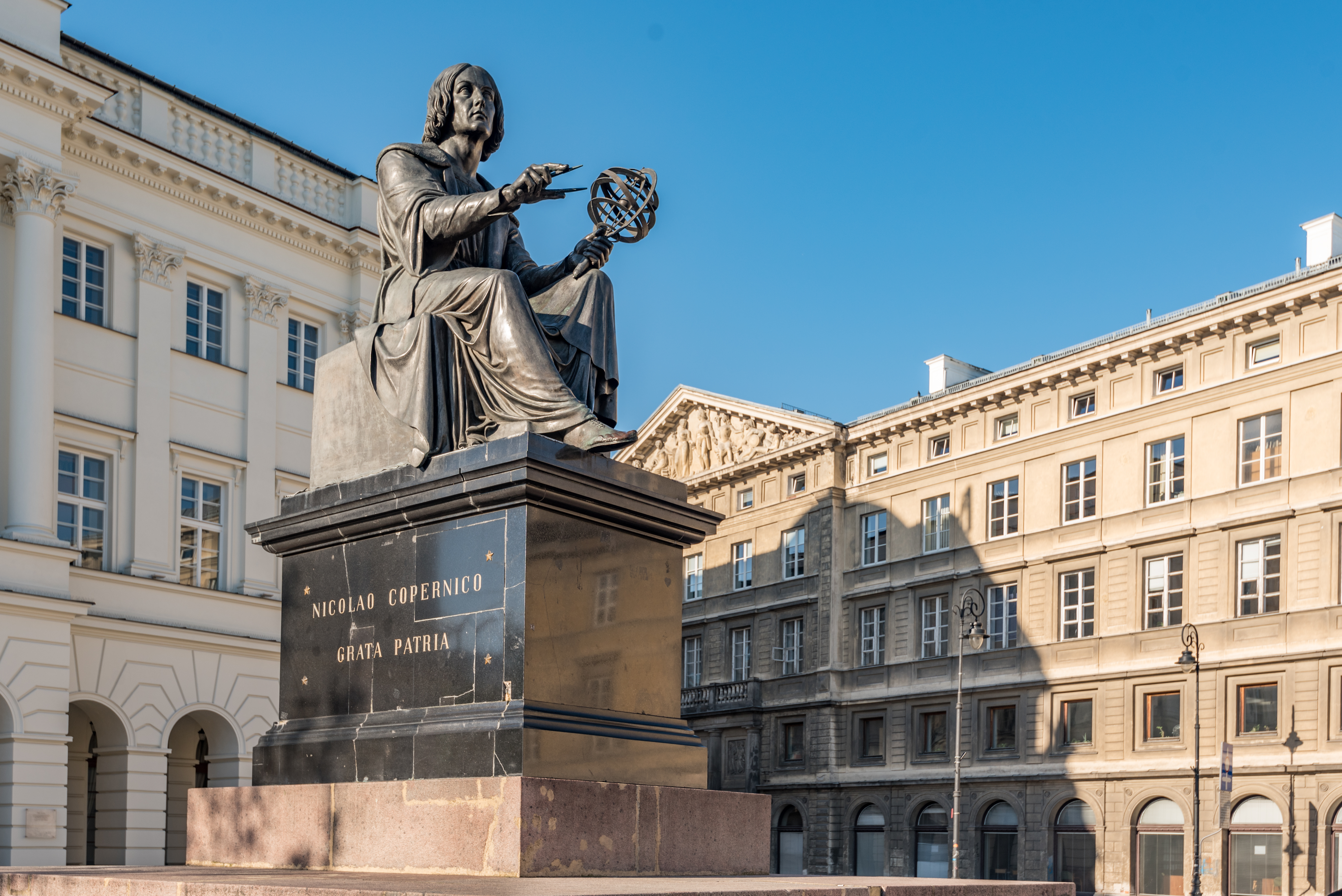
Stanisław Staszic kastélya, előtérben Kopernikusz szobra

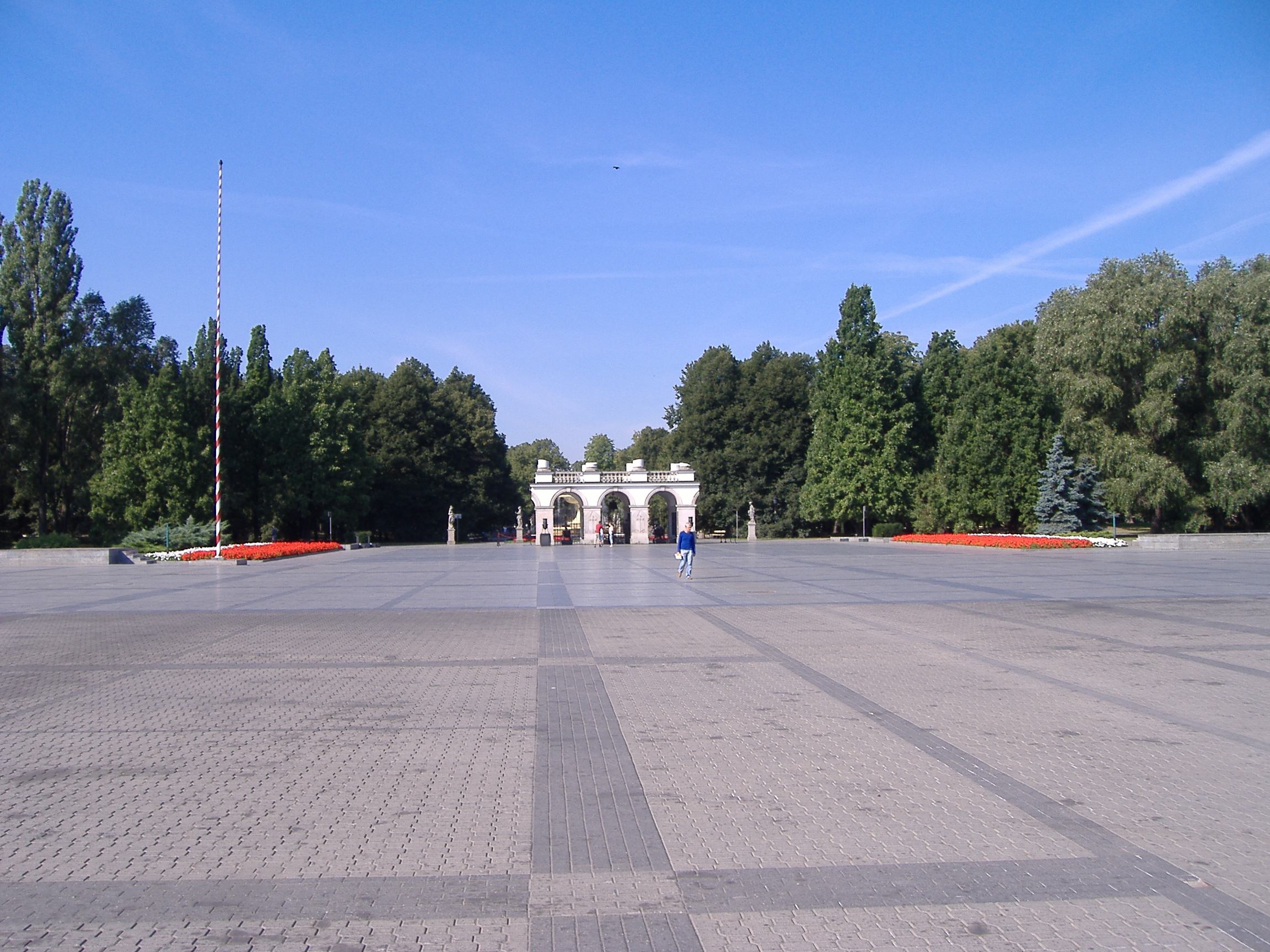
A Piłsudski tér az ismeretlen katona sírjával a háttérben

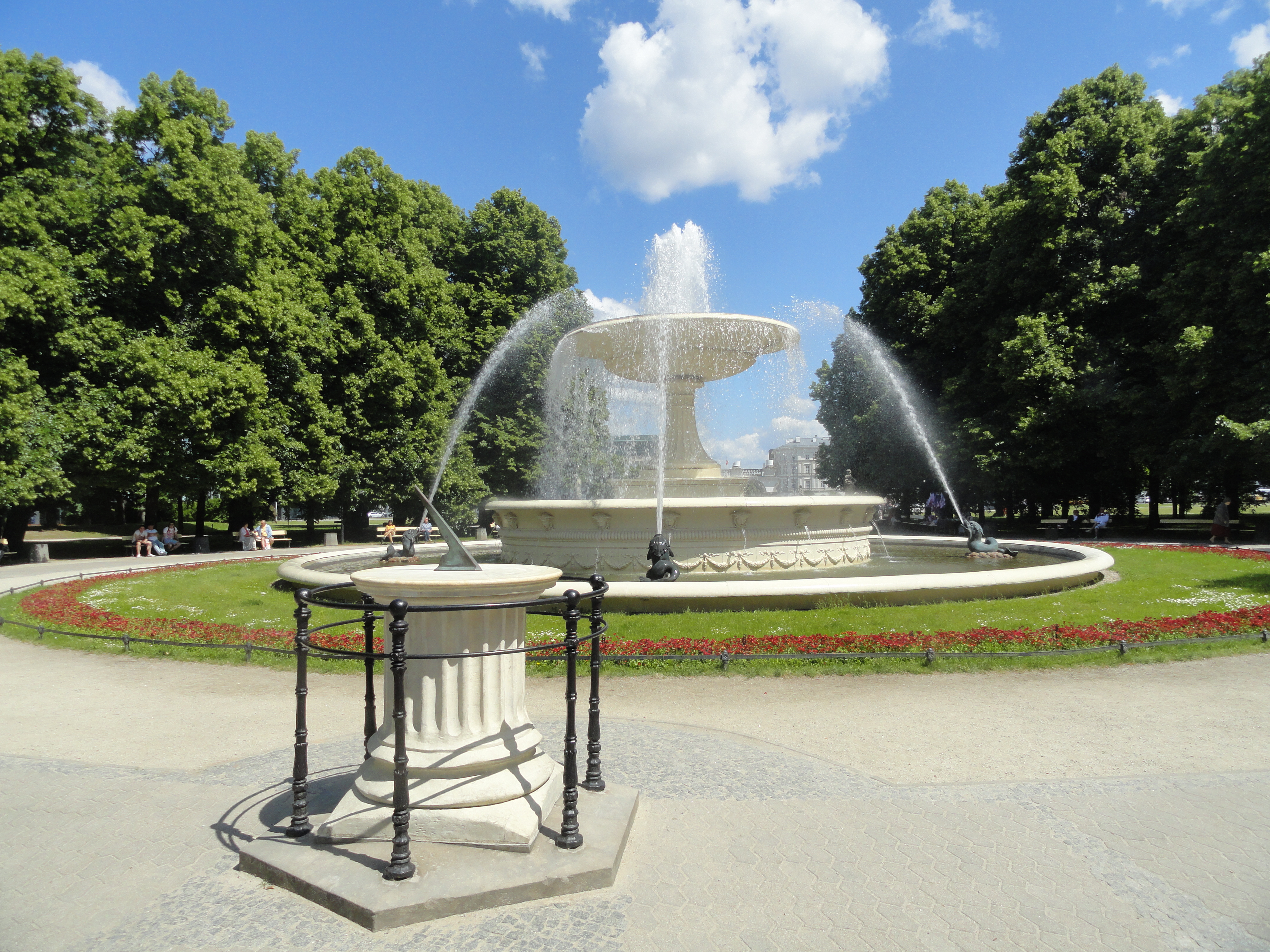
Szökőkutak a Szász-kertben (Ogród Saski)

A zöldterületek Varsó területének 40%-át teszik ki – ide számítva a házak körüli kis ligeteket, a zöld sávokat az utcák mentén, de a nagy történelmi parkokat és a természetes erdőket is. A városban 82 park van (Varsó területének 8%-a) A legrégibb – a Wilanów-kert, amelyet III. Sobieski János király a kastéllyal együtt hozott létre a 16. század 80-as éveiben. Stílusa francia, orientális részei a kastélytól távolabb találhatók. A legismertebb a Łazienki Park (Fürdőpark), melyet II. Szaniszló király kezdeményezésére az 1770-1780-as években alapították, nagyjából angol stílusban. Ez számos kulturális esemény helye (pl. a Chopin koncerteké, amelyeket a zeneszerző emlékművénél rendeznek); ott helyezkedik el a Łazienki-palota (Palota a vízennek is nevezik), amely II. Szaniszló nyári székhelye volt, és a Kadét-iskola épülete, ahol a novemberi felkelés (1830) kezdődött el. Ami nagyon jellegzetes és ritka, hogy a Łazienki-parkban szabadon élnek pávák és fácánok, a park tavában pedig – nagy pontyok. További híres varsói parkok: a Szász Kert (ahol az Ismeretlen Katona Sírja helyezkedik el), a Krasiński-kert (ahol a Gettó Hősei Emlékműve áll), Pole Mokotowskie (ahol az első lóversenypálya volt, majd repülőtér), Królikarnia, Ujazdówi park (Park Ujazdowski), a Kultúra és Pihenés Parkja (Powsin lakótelepen a város déli határánál). További három fontos zöld terület a varsói állatkert (a Visztula jobb partján, az Óvárossal szemben, mely 1928-ban nyílt meg, ma 533 fajt tart) valamint két füvészkert: az első – a Varsói Egyetemé (a Łazienki Parkkal határos, 1818-ban nyitották meg), a másik – a Lengyel Tudományos Akadémiáé (a Powsini Kultúra és Pihenés Parkjától délre, 1990-ben nyílt meg).
Varsó határában néhány természetes erdő helyezkedik el. A legnagyobb és leghíresebb: a Mazóviai Tájvédelmi Körzet erdői a város délkeleti részében (Wesoła, Wawer és Rembertów kerületek); a Kabaty-erdő (Las Kabacki) – a déli határnál; a Młocińy-erdő (Las Młociński) a város északi határánál; a Bemowo-erdőpark (Park Leśny Bemowo) a nyugati határnál, Bemowo kerületben; Bielany-erdő (Las Bielański) – Bielany kerületben, a Visztulánál. A három utolsó a Kampinos-erdőség eredeti része.
A varsói víztárolók többnyire a visztulai holtágak (Czerniaków-tó, Łazienki-tó, Wilanów-tó, Kamionek-tó). A parkban sok tó van, de csak néhány – az állandó víztárolók (a parkok tavainak többségét időszakosan lecsapolják, hogy megtisztítsák azokat a növényektől és üledéktől). Az erődöket a sáncárkok veszik körül. Néhány tőzegtelep és mocsár is található – főként a Mazóviai Tájvédelmi Körzet dűnéi között és Kampinos-erdőségnél.
Varsó területén 13 természetvédelmi terület van – többiek között a Bielany-erdő, a Kabaty-erdő, a Czerniaków-tó.

## Története
Az első megerősített helység a mai Varsó helyén Bródno (9-10. század) és Jazdów (12-13. század) volt. Miután 1281-ben II. Bolesław, Płock fejedelme lerohanta Jazdówot, hasonló települést alapított egy kis halászfalu területén, melyet Warszowának hívtak. A 14. század elején ez a helység lett a mazóviai fejedelem székhelye és 1413-ban Mazóvia fővárosa. A fejedelmi dinasztia kihalása után 1529-ben a területet visszacsatolták a lengyel koronához. 1529-ben először ülésezett a szejm Varsóban, 1569-től pedig Varsó lett a szejm állandó helye. 1573-ban Varsó adta a nevét a Varsói Konföderációhoz, ez a lengyel nemesség által kötött egyezség volt, mely szentesítette a Lengyel Királyságban a vallásszabadságot. Tekintettel Varsó központi helyzetére a Lengyel–Litván államszövetség két fővárosa Vilnius és Krakkó között, Varsó lett 1596-ban a főváros és királyi székhely, amikor III. Vasa Zsigmond király áttette székhelyét Krakkóból. Varsó maradt Lengyelország fővárosa 1795-ig, ekkor a Porosz Királyság annektálta, ettől kezdve az új Kelet-Poroszország tartomány fővárosa lett. Miután Napóleon hadserege felszabadította 1807-ben, Varsót tették az újonnan kreált Varsói Hercegség fővárosává. A bécsi kongresszus (1815) döntésének megfelelően Varsó lett a Lengyel Királyság fővárosa, mely állam alkotmányos királyság lett, perszonálunióban az Orosz Birodalommal. Miután az oroszok sorozatosan megsértették a lengyel alkotmányt, 1830-ban kitört a novemberi felkelés. Az orosz–lengyel háború egy évvel később kudarccal végződött, az oroszok megtorlásul megkurtították, majd megszüntették a királyság autonómiáját. Az 1860-as évek végére az orosz Visztula tartományba olvasztották be.
1918-ban Varsó lett ismét a független Lengyelország fővárosa.
1920-ban, a lengyel–szovjet háborúban a nagyszabású varsói csata a város keleti határában zajlott, melynek során sikeresen megvédték a lengyel fővárost, és a Vörös Hadsereg megfutamodott.
Az európai fővárosok közül Varsó nem szépségével, régiségével vagy méreteivel tűnik ki, hanem elpusztíthatatlanságával. A város főnixmadárhoz hasonlatos, mely ismételten feltámad hamvaiból. Miután borzalmasan lerombolták a svéd és porosz háborúban 1655–1656-ban, az 1794-i ostrom során az orosz hadsereg tömegmészárlást hajtott végre a jobb parti városrész, Praga lakossága között. Azonban mindez eltörpül a második világháború szenvedéseihez képest.
A második világháború akkor kezdődött, amikor Németország inváziót indított Nyugat-Lengyelország ellen 1939. szeptember 1-én. Lengyelország keleti részét a Szovjetunió foglalta el. Lengyelország 6 hét harc után kapitulált. Nyugat-Lengyelország a Harmadik Birodalom, Kelet-Lengyelország pedig a Szovjetunió része lett, míg a középső területek Varsóval együtt a nemzetiszocialista gyarmati adminisztráció, az ún. Lengyel Főkormányzóság fennhatósága alá került. Az 1939. szeptemberi offenzíva folyamán Varsót súlyos bombatámadások érték, az épületek 10%-a megsérült.
Varsó az SS parancsnoksága alatti megszállott város lett.[forrás?] Minden felsőfokú tanintézetet azonnali hatállyal bezártak, és Varsó teljes zsidó lakosságát – néhány százezer főt, a teljes népesség mintegy 30%-át – internálták a varsói gettóba. Amikor a „végső megoldás” részeként Hitler parancsot adott a gettó megsemmisítésére, a zsidó önvédelmi harcosok kirobbantották a varsói gettó-felkelést. Annak ellenére, hogy mind létszámban, mind fegyverzetben lényegesen gyengébbek voltak, a gettó csaknem egy hónapig kitartott. Amikor a harcok véget értek, a túlélőket lemészárolták. 1942 őszén a németek felépítették a varsói koncentrációs tábort, ahol 1944 augusztusáig valószínűleg 200 000 lengyelt öltek meg gázkamrákban.
1944 júliusában a szovjet hadsereg már mélyen benyomult a lengyel területekre, Varsó felé szorítva a németeket. Sztálin ellenezte a független Lengyelország gondolatát, ezért a Londonban székelő emigráns lengyel kormány parancsot adott a földalatti Honi Hadseregnek (Armia Krajowa – AK), hogy kísérelje meg megszerezni a németektől az ellenőrzést Varsó felett, mielőtt a szovjetek elérnék azt, így a Szovjetunió elvesztette volna a jogalapját az ország megszállására. 1944. augusztus 1-jén a Honi Hadsereg és a lakosság kirobbantotta a varsói felkelést.
A lengyelek bíztak abban, hogy a szovjet hadsereg segíteni fogja őket a közös német ellenség elleni harcban, de nem így lett. Annak ellenére, hogy a Vörös Hadsereg már megközelítette a jobb parti Varsót, a felkelés hírére a szovjet offenzíva megtorpant. Bár a felkelés hadműveleteit csak pár naposra tervezték, a felkelők 63 napig kitartottak. Himmler, figyelmen kívül hagyva a megadás feltételeit, parancsot adott a város teljes lerombolására, a könyvtárak és múzeumok gyűjteményeinek elégetésére.[forrás?] Amikor végül 1945. január 17-én a szovjetek átkeltek a Visztulán, és behatoltak a bal parti városrészbe, Varsó 85%-a romokban állt a történelmi Óvárossal és a Királyi Palotával egyetemben. A Honi Hadsereg életben maradt katonáit a szovjet titkosszolgálat, az NKVD begyűjtötte, és vagy megölte, vagy Szibériába deportálta.
A háború után Varsó újjáépült, újra benépesült. A történelmi városrész legfontosabb épületeit (némelyiket az alapoktól) helyreállították, de Varsó barokk jellege örökre elveszett. 1980-ban a varsói Óvárost az UNESCO a világörökség részévé nyilvánította.

## Közigazgatás
A közigazgatást a varsói törvény (Ustawa warszawska) szabályozza 2002. október 27. óta.

### Önkormányzat
A második világháborúig önkormányzat volt Varsóban, mely 1990-ben újjászületett. A kommunista időkben Varsót a Városi Nemzeti Tanács irányította. Az önkormányzat működését előíró törvények 1990-től fogva néhányszor változtak a járásokat visszaállító országos közigazgatási reform miatt. Jelenleg Varsó járási jogú, 18 kerületből álló község.
A közigazgatási területi egység Lengyelországban a község. A város városi jogokkal rendelkező község. A községet községi bíró (wójt), a várost pedig polgármester (burmistrz) kormányozza. Némely nagyobb város megkapja azokat a jogokat (azaz feladatokat és kiváltságokat), amelyekkel a nagyobb területi egységek, a járások rendelkeznek. Az egyik ilyen jog pl. a járművek regisztrációja: a községnek nincs joga gépkocsikat regisztrálni, ez a járás feladata (azaz a rendszám attól függ, hogy melyik járásban van regisztrálva a gépkocsi). Varsó kivételt képez a járási jogú városokhoz képest: a varsói kerületek bizonyos járási jogokkal rendelkeznek, például a gépkocsi-regisztráció jogával.
A kerületek választott tanácsa hozza a kerületre érvényes rendeleteket és ellenőrzi végrehajtásukat, de a végrehajtó szerv a kerületi igazgatóság. Az igazgatóság tagjait (azaz a kerület polgármesterét és a hivatalnokokat) a kerületi tanács választja. A tanács és igazgatóság feladata többek között a következők: az oktatási, kulturális és sportlétesítmények fenntartása, egészségvédelmi feladatok, helyi zöldterületek és utcák gondozása.

### Az elnök
A város élén elnök (lengyelül: prezydent) áll, aki jog szerint polgármester (burmistrz), de Lengyelországban “elnöknek” hívják a polgármestereket általában a 100 000 főnél nagyobb népességű városokban, vagy ahol 1990. előtt is elnök volt. Az első varsói elnök Jan Andrzej Menich (1695–1696) volt. 1975-90 években a varsói elnök egyidejűleg a varsói vajda is volt. Az 1990. évi törvény szerint Varsó elnökét a városi tanács választotta. 1994–99 között a Centrum kerület polgármestere egyúttal Varsó elnöke is volt. 2002-től a városi elnököt a varsóiak választják. Jelenleg Varsó elnöke Hanna Gronkiewicz-Waltz (2006. december 2-ától) – a Nemzeti Bank volt elnöke. Az első elnök, akit az új rendszer szerint választottak, Lech Kaczyński volt, és amikor 2005-ben köztársasági elnökké választották, Varsóban nem volt pótválasztás, így Kaczyński egyidejűleg volt államelnök és Varsó elnöke is.
Varsó elnöke a városi hivatal dolgozóinak és a kerületi hivatalok igazgatóinak a legfőbb elöljárója.

### A városi tanács
A városi önkormányzat legfőbb szerve a városi tanács (Rada Miasta). Ez 60 tanácstagból áll, akiket a polgárok választanak meg. A városi tanács dönt a város költségvetéséről és ellenőrzi a végrehajtását.

## Demográfiai adatok
Varsó lakossága 1700-tól, 1000 fő:
Varsó a legnagyobb lengyel város a népesség száma szerint – 1 714 446 bejelentett fő (2009. december 31-e) és terület szerint is (517 km²). A bejelentettek számához még kb. 200 000 főt kell hozzáadni, akik nem jelentkeztek be, és kb. 500 000 fő naponta jár be munkába. A férfiak az egész népességnek csak a 46%-át alkotják.
1939-ben 1 300 000 fő élt Varsóban, 1946-ban pedig – csak 480 000 fő. Az első háború utáni években a népesség növekedése évi 6% volt, ezért hamarosan mind a lakások, mind az építési telkek kezdtek elfogyni. Az egyik ezt ellensúlyozó intézkedés a város területének megnövelése volt (1951) – ennek ellenére a városi szervek kénytelenek voltak bejelentési korlátozásokat bevezetni: Varsóban csak az állandó lakosok hitvestársait és gyerekeit, és esetleg híres szakembereket volt szabad bejelenteni. A korlátozások a népszaporulat felére csökkenését eredményezték. A bejelentési korlátozásokat már 1990-től visszavonták.
Varsó az agglomeráció központja, ahol a számítás módjától függően 2,6-3 millió ember él. Az agglomeráció falvainak népessége az egész népességének csak a 11%-át teszi ki.

### Városrészek
1994 áprilisáig Varsóban 7 terület volt:
- Warszawa-Śródmieście,
- Warszawa-Praga Północ,
- Warszawa-Praga Południe,
- Warszawa-Żoliborz,
- Warszawa-Wola,
- Warszawa-Ochota,
- Warszawa-Mokotów.

1994 áprilisától Varsó 11 helység szövetsége volt:
- Warszawa-Centrum
- Warszawa-Białołęka
- Warszawa-Targówek
- Warszawa-Rembertów
- Warszawa-Wawer
- Warszawa-Wilanów
- Warszawa-Ursynów
- Warszawa-Włochy
- Warszawa-Ursus
- Warszawa-Bemowo
- Warszawa-Bielany

2002-től Varsó egyetlen járási jogú helység, a korábbi helységek jelenleg kerületek lettek, és hozzájuk csatoltak egy új kerületet: Wesołát.

## Gazdasága

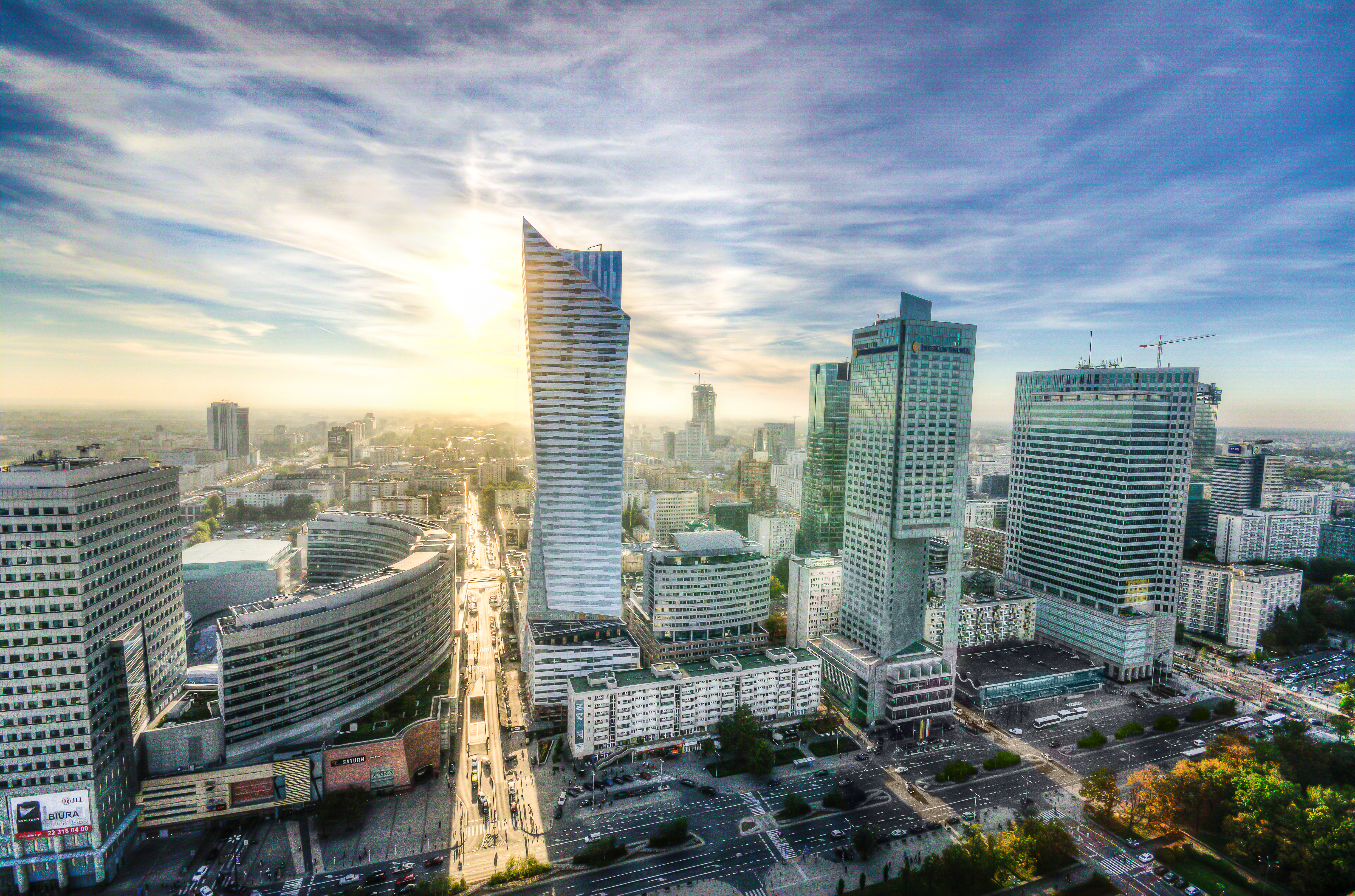
Varsó modern központja

Varsó, különösen a központja (Śródmieście), a székhelye nemcsak számos állam- és kormányintézményeknek, hanem sokféle nemzeti, nemzetközi és magáncégeknek. 2006-ban több mint 300 000 cég volt regisztrálva Varsóban. 2003-ban ezek a cégek 110,5 milliárd złoty jövedelmet hoztak, azaz a nemzeti jövedelem 13,1%-át. 2007-ben az egy főre eső GDP 94 185 złoty volt Varsóban, ami majdnem háromszor magasabb, mint a GDP lengyelországi átlaga. A munkanélküliség mutatószáma 2009 márciusában 2,2% volt (az átlagos mutatószám Lengyelországban 2009 márciusában 11,2%-a volt).
2016 októberében a munkanélküliség 2,9% (34 400 fő), 999 900 fő dolgozott a magánszektorban átlagosan 5608,36 zł bruttó jövedelemmel. 2016 január és október között 17 247 új lakóingantlant helyeztek használatba.

### Kereskedelem és tőzsde
Varsó a második legnagyobb kereskedelmi-ipari központ Lengyelországban (az első – a Felső-Sziléziai Ipari Körzet – a GOP). A legnagyobb kereskedelmi-szórakoztató központok: Arkadia, Blue City, Galeria Mokotów, Promenada, Sadyba Best Mall, Wola Park, Złote Tarasy.
1991-ben újra megnyitották a Varsói Értéktőzsdét (korábban 1817-től 1939-ig működött). Jelenleg a varsói tőzsde a legnagyobb Közép-Európában. 2013 szeptemberében a tőzsde fő listáján 365 cég értékpapírjaival kereskedtek, amelyeknek piaci össztőkéjük 300 milliárd eurót tett ki.

### Ipar
A második világháború után a kommunista hatalom úgy határozott, hogy Varsó legyen a nehézipar központja. A városban és a környékén néhány nagy üzemet építettek vagy újjáépítettek. A legnagyobb volt „Varsó” kohó (Bielany kerületben), a Személygépkocsi gyár (FSO – Praga Północ kerület északi részén) és az „Ursus” traktorgyár (Ursus kerület).
A kohó jelenleg a világ legnagyobb acéltermelőjének, az ArcelorMittal nemzetközi konszernnek a tulajdona, jelenlegi neve: „ArcelorMittal Warszawa”.
Az FSO-ban 1951-től gyártott személygépkocsik: a Warszawa a szovjet Pobeda licenc alapján; a Syrena önálló lengyel konstrukció, a Polski Fiat 125p az olasz Fiat 125 licenc alapján, amikor pedig a licenc szerződés lejárt (1983), az FSO 125p-t felváltotta a Polonez – a Fiat 125p utódja. A két utolsót exportálták is, (a Fiat 125p-t Magyarországon „nagy Polszki”-nak hívták), néhány országban összeszerelték (pl. Egyiptomban vagy Kolumbiában). 1995-ben a gyárat a koreai Daewoo vásárolta meg és gyártotta ott a Tico, Estero, Nubira, Leganza, Lanos és Matiz modelleket. 2005-ben pedig az ukrán AvtoZAZ vette meg a gyárat és Chevrolet Aveót szereltetett össze benne. 2009-ben a gyár felfüggesztette a gyártást az alacsony kereslet miatt.
Az „Ursus”-t 1893-ban alapították. Gyártott motorokat, katonai járműveket, teherautókat, autóbuszokat és traktorokat, a második világháború után pedig csak traktorokat. Jelenleg az „Ursus” továbbra is gyárt traktorokat, de az egész gyártás összeszűkült egyetlen szerelőcsarnokra.
Varsóban a fentieken kívül az elektronikai (Siemens, Panasonic) és élelmiszeripari (Coca-Cola, Nestlé, Danone) gyárak működnek.

## Kulturális élete

### Színházak
Az első állandó színház Varsóban a Nemzeti Színház volt (1765). 1778-ban alapították az Opera és Balett Nagyszínházat, röviden a Nagyszínházat. Ez jelenleg a Színház téren (Plac Teatralny) áll. 1834-től itt működik mindkét színház. 1870–1939 között a Szász kertben működött a Nyári színház.
Jelenleg Varsóban mintegy 30 színház működik. Ezenkívül sok kultúrház szolgál színházként, ezek főként kabarék és avantgard művészek között népszerűek. Nyáron a színházak zárva vannak, de évenként július elején megrendezik az „Utca Művészete” nemzetközi fesztivált.

### Mozik
Az első vetítőgép Varsóban 1908-tól működött, az első mozi pedig (a Miraż) 1915-től. A két háború között 54 mozi létezett. Máig működik az Atlantic (1930-tól) és a Femina (1936-tól). A második világháború alatt a mozik a náci propaganda eszközei voltak, ezért a lengyelek bojkottálták azokat.
Ma Varsóban 31 filmszínház található, ezekből 14 multiplex. A multiplexek 5 hálózathoz tartoznak: Cinema City, Multikino, Silver Screen, Kinoplex és Novekino. Létezik szabadtéri autósmozi is a Żerań lakótelep autópiacán.

### Zene
Varsóban nincs megfelelő koncertterem, így a nagy hangversenyeket általában a PKiN kongresszusi termében tartják, valamint a Torwar teremben, a Gwardia, a Skra és a Legia stadionjaiban, a służewieci lóversenypályán és a Bemowo repülőtéren. A komolyzene koncertjeit a Nagyszínházban, a Nemzeti Színházban és a Nemzeti Filharmónia épületében, kisebb koncerteket pedig a “Roma” zeneszínházban vagy a “Buffo” Színházban szerveznek.
A legfontosabb zenei fesztiválok és versenyek:
- Frédéric Chopin Nemzetközi Zongoraverseny,
- "Chopin és az ő Európája" (Chopin i jego Europa) nemzetközi zenei fesztivál (minden augusztusban),
- Nemzetközi Kortárs Zene Versenye „Varsói Ősz”,
- Jazz fesztiválok: Jazz Jamboree és „Warsaw Summer Jazz Days”,
- Stanisław Moniuszko Nemzetközi Vokális Verseny,
- Mozart-fesztivál,
- Régi Zene Fesztivál.

### Múzeumok
A Varsót ért minden egyes háború és ostrom alatt a támadók Varsóból értékes műalkotásokat zsákmányoltak, a „svéd özönvíztől” (1655–60) kezdve a második világháborúig. Ezekből sokat soha nem adtak vissza. Másrészt a második világháború után a lengyel keleti határok nyugatra tolása után sok lengyel kulturális emlék a Szovjetunió területén került elő. A szovjetunióbeli kastélyokban és palotákban megőrzött gyűjteményeket a mai Lengyelország területére hozták vissza, elismerve, hogy a legjobb hely erre a főváros lesz. A gyűjtemények többségét a Nemzeti Múzeumban helyezték el, kisebb részét a királyi várban és a wilanówi palotában. Ezekben a múzeumokban nem csak lengyel, hanem külföldi alkotások is szerepelnek.
További fontos és érdekes múzeumok Varsóban:
- Zachęta (szó szerint „buzdítás”, azaz „buzdítás művészethez”),
- Plakátmúzeum,
- Múzeum Łazienkiben (a Vízipalotában),
- Kortárs Művészet Központja az ujazdówi várban,
- Fryderyk Chopin múzeuma,
- Varsó történeti múzeuma,
- Lengyel Hadimúzeum,
- Vadászat és Lovaglás Múzeuma,
- Vasútmúzeum,
- Katyni múzeum,
- Függetlenség múzeuma,
- Varsói Felkelés Múzeuma.

A Varsói Felkelés múzeuma figyelmet érdemel. 2004-ben alakult, és nem csak gyűjti a felkelés emléktárgyait és dokumentumait, hanem különleges módon be is mutatja olyan környezetben, amely a csatornákat, lerombolt utcákat és házakat idézi fel, – a falakban rejtett hangszórókból a felkelés zenéje, lövések hangja és harci repülőgépek zúgása hallható. A múzeumban levetítik a Romok városa című filmet. A 7 percig tartó program egy háromdimenziós számítógépes animáció, mely bemutató Varsó romjait úgy mutatja be, ahogy egy „Liberator” bombázó repülőgép pilótája látta rögtön a város lerombolása után.

### Könyvtárak
A legfontosabb és legnagyobb Varsóban a Nemzeti Könyvtár, ahol 7,9 millió könyvet, kéziratot és térképet gyűjtöttek össze. A könyvtárat Ignacy Mościcki köztársasági elnök alapította 1928-ban. A Nemzeti Könyvtár minden nyomtatvány kötelespéldányát megkapja. A második legnagyobb könyvtár a Varsói Nyilvános Könyvtár, melyet 1907-ben alapítottak. Ez egyben a Mazóviai vajdaság fő könyvtára is. Minden egyetemnek van saját könyvtára (a legnagyobb – a Varsói Egyetemé), léteznek szakkönyvtárak is, mint pl. a Szejm Könyvtára vagy a Központi Hadtudományi Könyvtár. Ezen kívül van néhánytíz kerületi könyvtár.

## Sport
A legfontosabb sportklubok Varsóban:
- Legia – a hadsereg klubja: labdarúgás, kosárlabda, jéghoki, röplabda, könnyűatletika, tenisz, vívás;
- Polonia – labdarúgás, kosárlabda, sakk, úszás, asztalitenisz, ökölvívás;
- Gwardia – a rendőrségi klub: labdarúgás, ökölvívás;
- Warszawianka – kézilabda, úszás, tenisz;
- AZS AWF – a Testnevelési Akadémia klubja: röplabda, rögbi;
- AZS Politechnika – a Műegyetem klubja: röplabda;
- Hutnik – a kohó klubja: labdarúgás.

A labdarúgó csapatokból a Legia a legnevesebb, 1916-ban alapították. 14-szer szerezte meg az országos bajnoki címet (legutóbb 2018-ban) és 19-szer a kupát. Soha nem csúszott vissza a II. osztályba. Az UEFA-bajnokok ligája az 1995/96 szezonban elérte a negyeddöntőt, ahol a Panathinaikósz Athéntól kapott ki. Két magyar edző trenírozta a Legia labdarúgóit: Kovács Elemér (1928–29) és Steiner János (1954–55).
A leghíresebb lengyel focista Robert Lewandowski, aki a Barcelona támadója.
Varsóban van lóversenypálya (Służewiec) is, néhány fedett korcsolyapálya (a legnagyobb a Torwar) és egy jégversenypálya (Stegny), sok uszoda (a legnagyobb a Warszawianka klubban) és teniszpálya. Itt működik a Varsói Aeroklub is.
Varsóban rendszeresen szerveznek tömegfutó versenyeket: Varsó Félmaraton (március) és Varsó Maraton (szeptember).
A 80-as évek elejéig a sportélet legfontosabb központja a Tizedik Évforduló Stadion volt. A 90-es évek elején a stadion egy óriási piaccá alakult át, ahol főként ázsiaiak kereskedtek. Amikor azonban 2007-ben Lengyelország és Ukrajna közösen elnyerték a 2012-es labdarúgó-Európa-bajnokság szervezési jogát, a városi hatóságok felszámolták a piacot, lebontották a régi stadiont, és a helyén felépítették a Nemzeti Stadiont. Ott játszották a nyitómérkőzést, a 2. csoport meccseit, egy negyeddöntőt és egy elődöntőt.

## Építészet

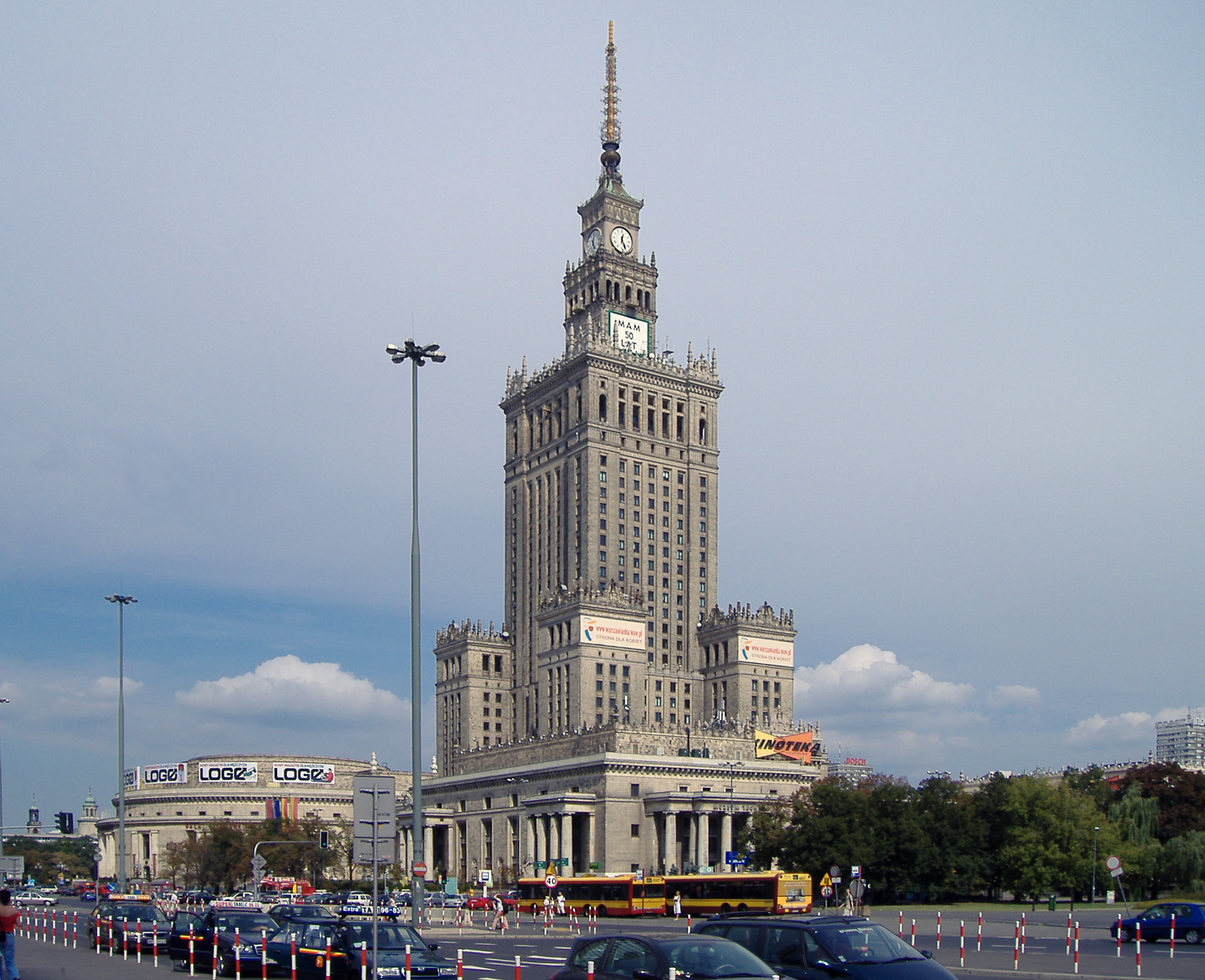
A „Kultúrpalota” (Tudomány és Kultúra Palotája; PKiN)

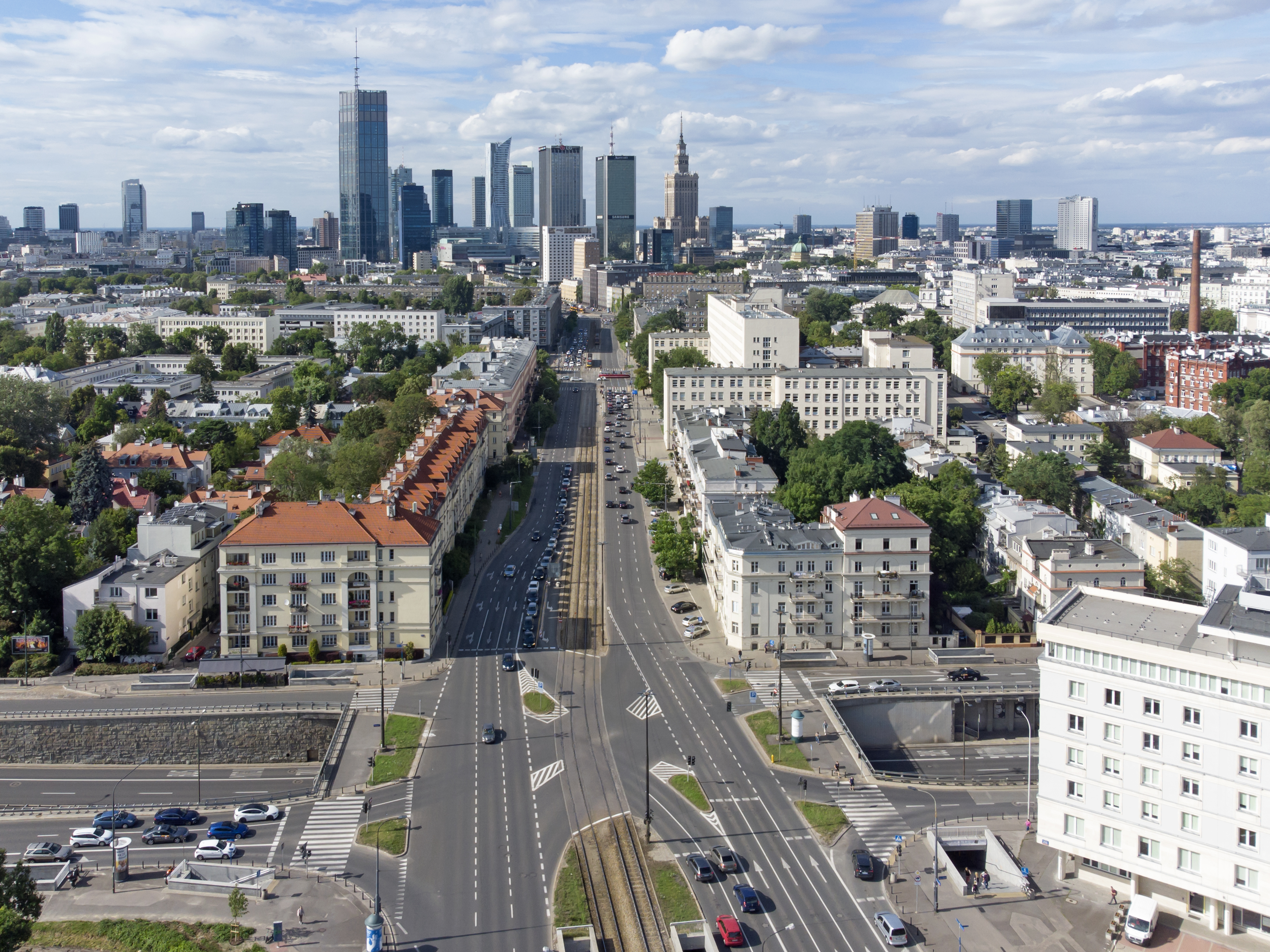
A modern város

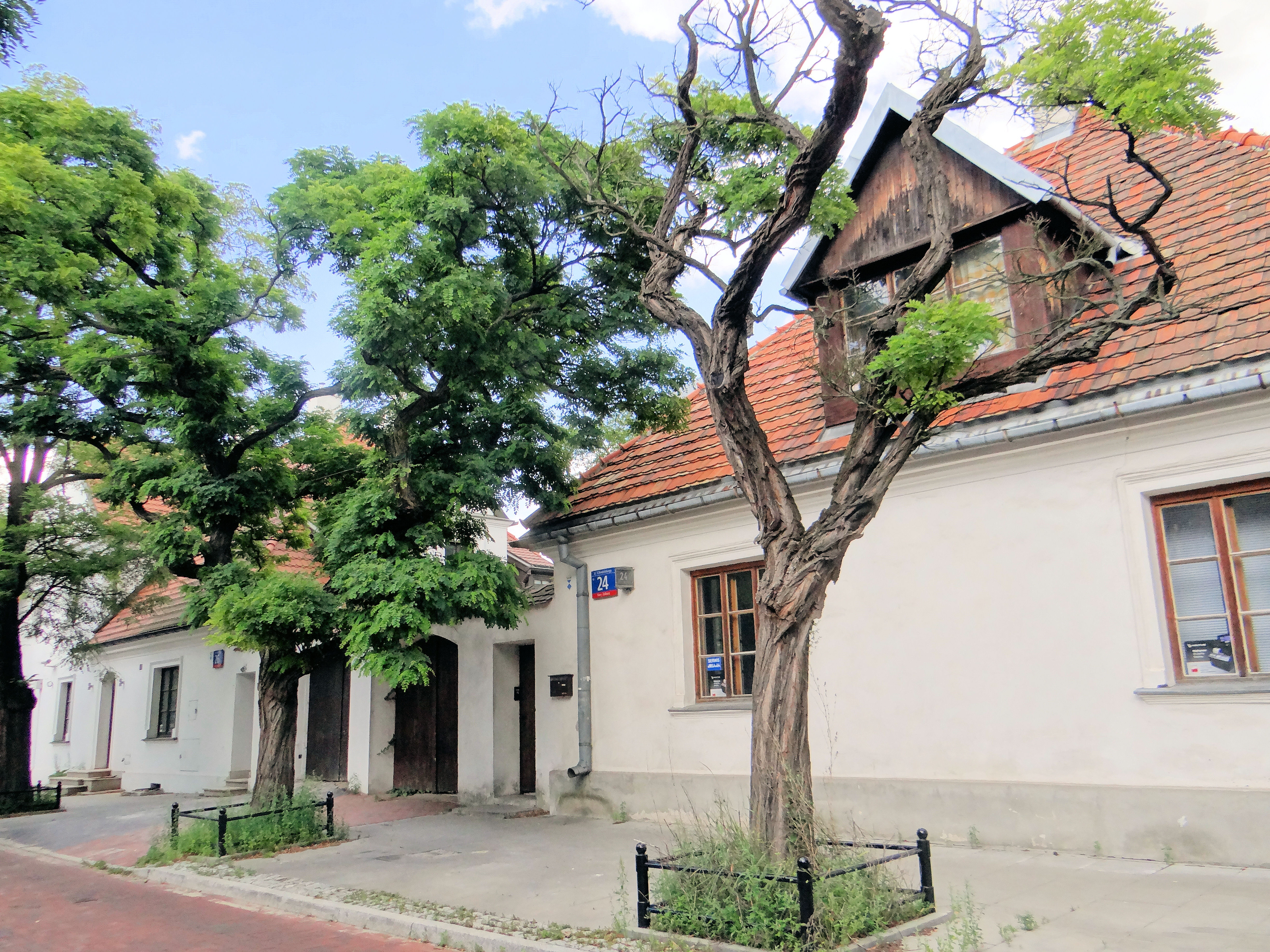
Żoliborz Urzędniczy

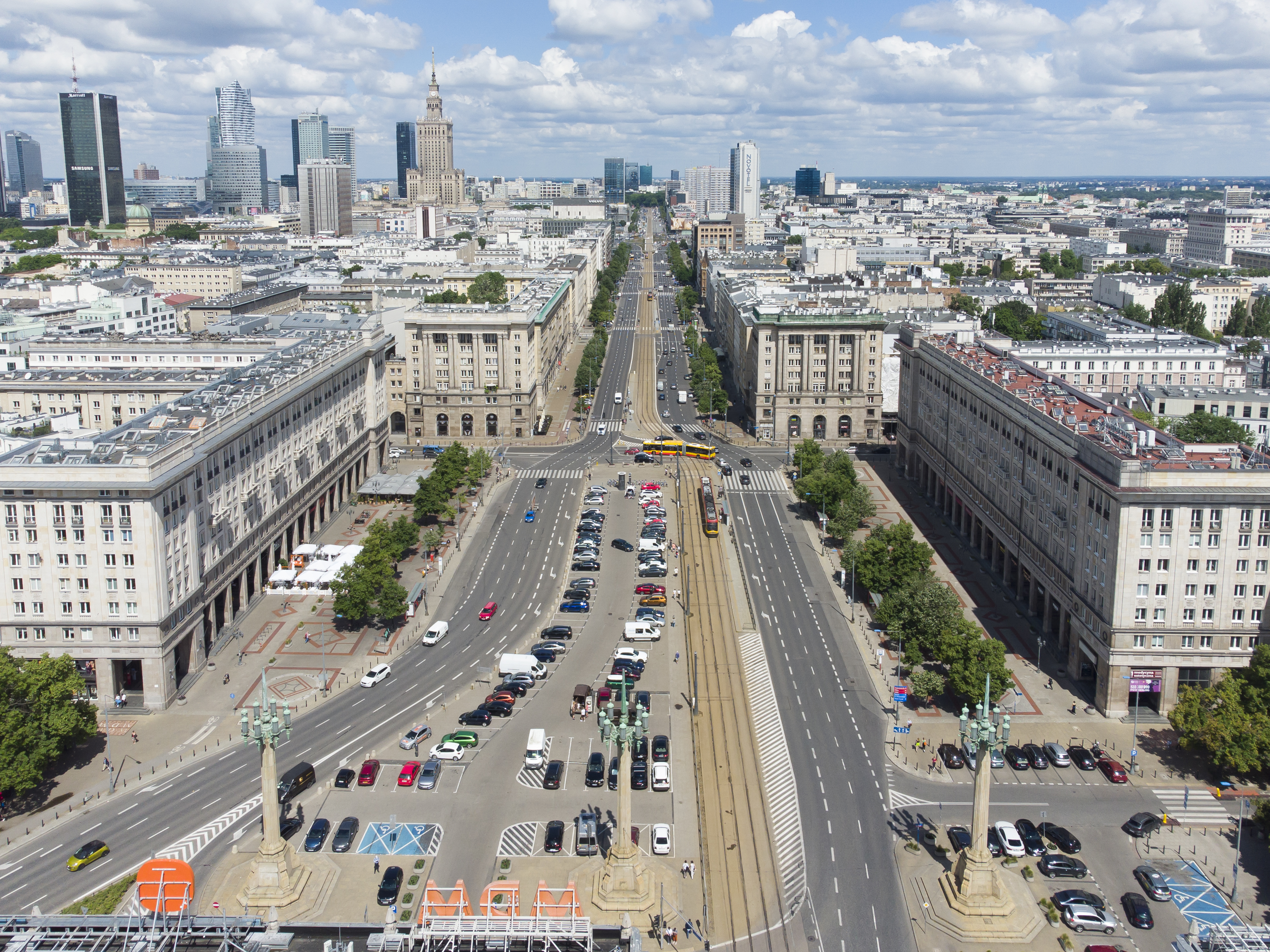
Alkotmány tér – a szocreál építészet klasszikus példája

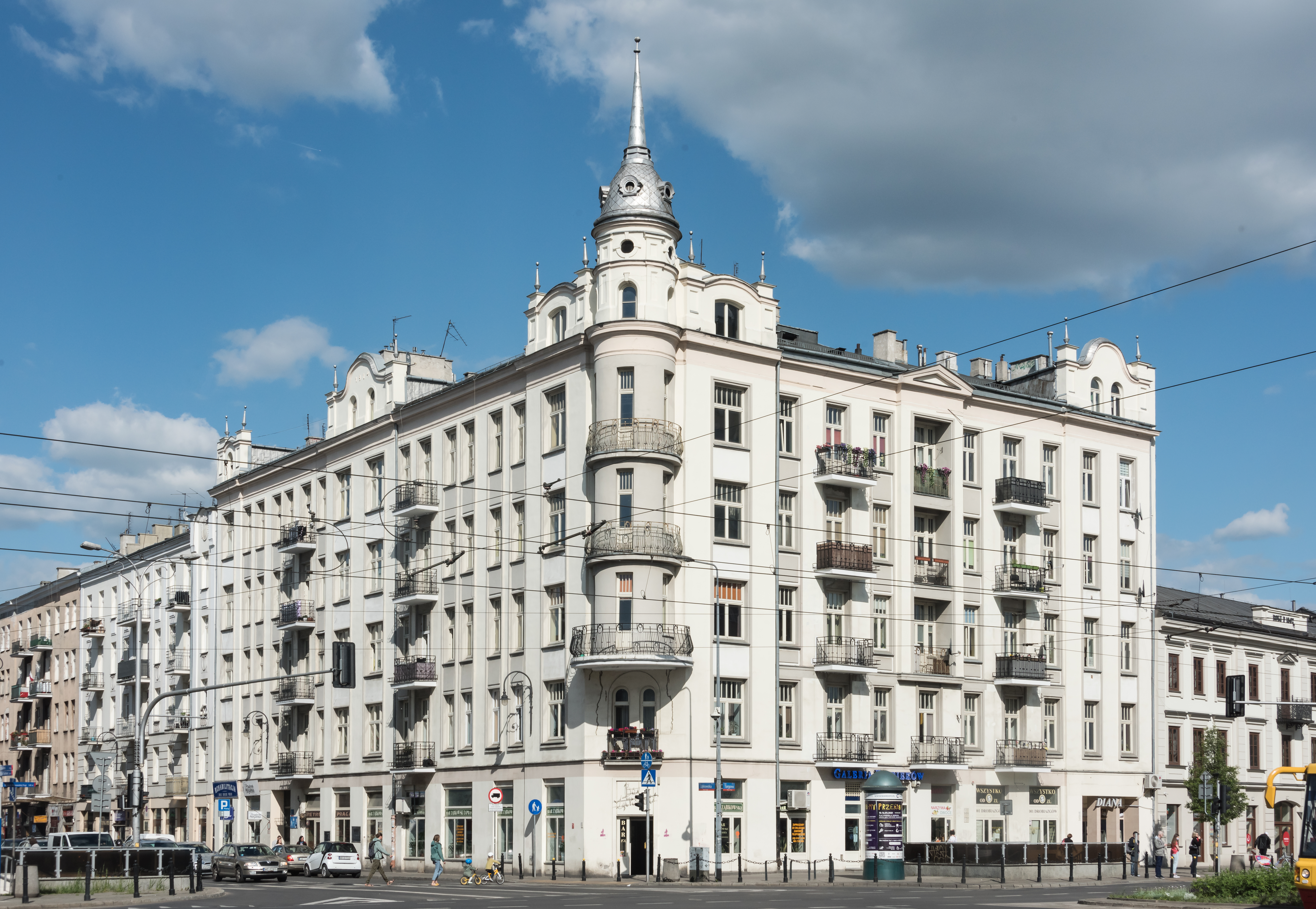
Praga – Ząbkowska és Targowa utca sarka

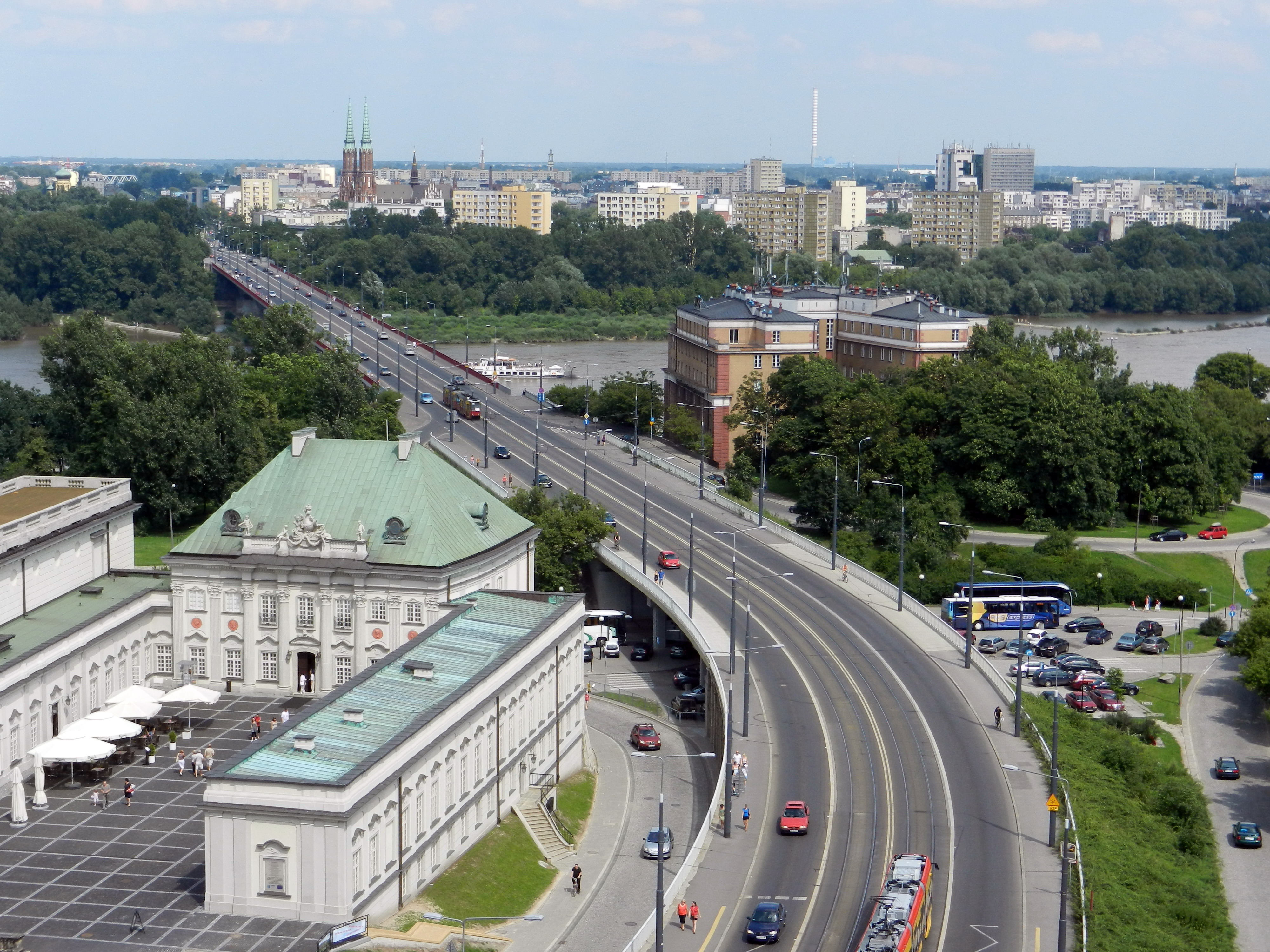
W-Z Út

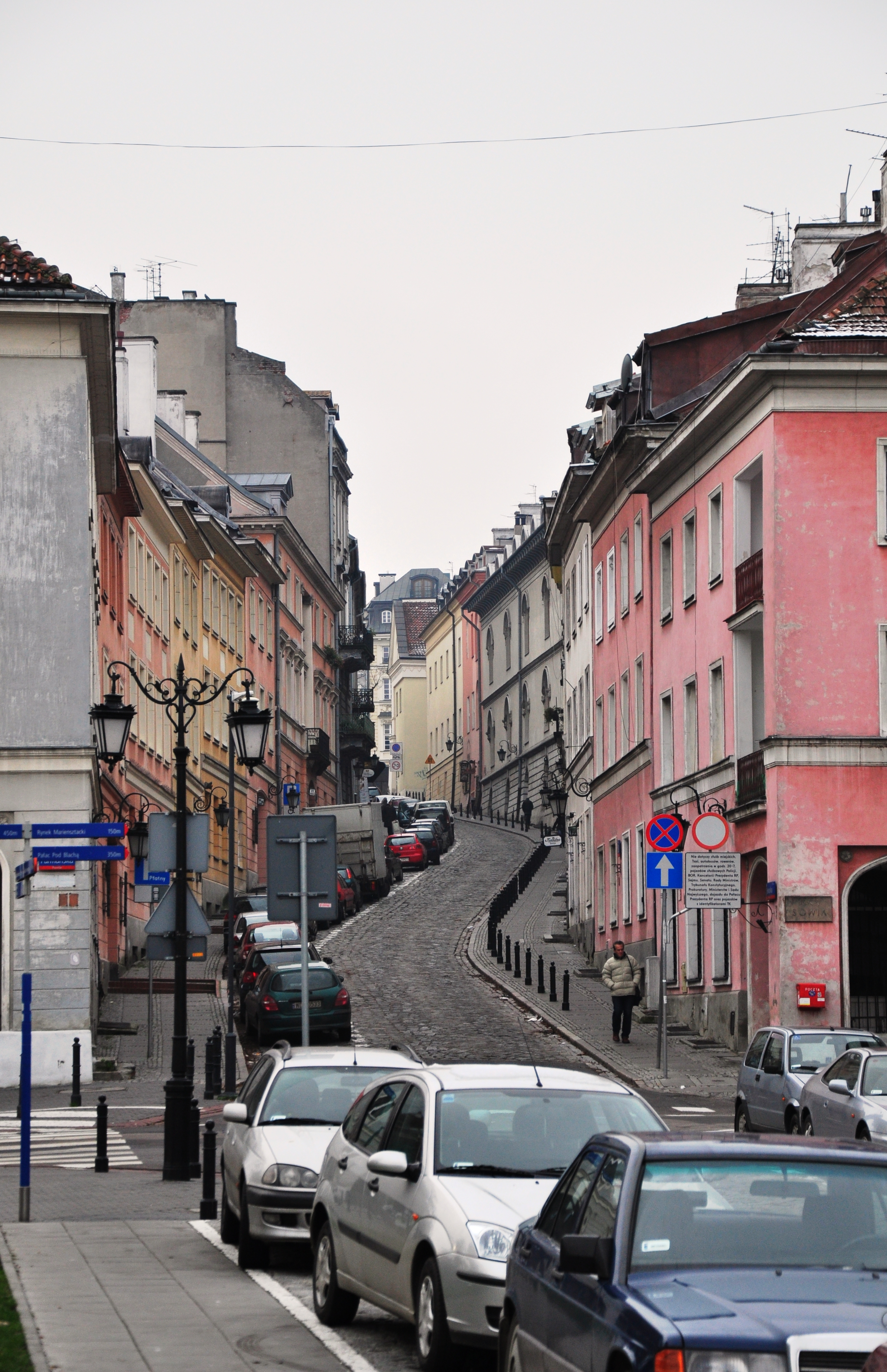
Mariensztat – Bednarska utca

Varsóban az európai építészet majdnem minden stílusa és időszaka képviselve van: a gótika, reneszánsz, barokk, klasszicizmus. A legrégebbi a gótikus Szent János-főszékesegyház (1390), ahová a mazóviai fejedelmeket temették (később ide temették többek között II. Szaniszló királyt, Gabriel Narutowicz és Ignacy Mościcki köztársasági elnököt, Stefan Wyszyński érseket). A templom néhány király koronázásának is a helyszíne volt. Az egész Óvárost reneszánsz és barokk stílusban építették. Sok barokk és klasszicista épület áll a Királyi úton (most Krakkói előváros, Nowy Świat és Aleje Ujazdowskie): többek között a Kazimierz-palota IV. Ulászló király nyári rezidenciája, most – a Varsói Egyetem rektorának székhelye) és az ujazdówi vár (Zamek Ujazdowski). A leghíresebb barokk épület a városközponton kívül III. János király kastélya Wilanówban (17. század 80-as évei) a francia stílusú parkkal együtt, szintén jó példa a kamalduliak kolostora a Bielany-erdőben. A klasszicista stílus példa a Łazienki-park Vízipalotával (Pałac na Wodzie), sőt a Nagyszínház és a Varsó elnökének mostani székhelye.
A 19. századból származó nagypolgári építészetből nagyon kevés maradt. A többsége a második világháború alatt és után semmisült meg vagy építették át szocreál stílusban (mint pl. a Nemzeti Filharmónia épületét). A legismertebb ma is álló szecessziós épület a Műszaki Egyetem főépülete. Elég sok 19. századi épület maradt meg Praga városrészben (pl. a Targowa utca).
A város területének megnövelése 1916-ban alkalmat adott új lakótelepek építésére. Már a 20-as és 30-as években munkás- és villalakótelepek épültek ki. Az első ilyenek Ochota és Rakowiec, Koło (Wola északnyugati része), Grochów (Praga Południe központi része), Żoliborz. Később Felső Mokotów, Czerniaków, Saska Kępa (a Poniatowski híd és Łazienkowski híd között) és Żoliborz. A Żoliborzi lakótelep (pontosan – Stary Żoliborz, azaz „Óżoliborz", a kerület része a Wilson-tér körül) érdekes példa, mert négy részből áll, amelyekben különféle társadalmi csoportok laktak egymás mellett a második világháború előtt: munkások (Żoliborz Spółdzielczy, azaz „szövetkezeti”), újságírók és írók (Żoliborz Dziennikarski – „hírlapi”), állami hivatalnokok (Żoliborz Urzędniczy – „hivatalnoki”) és katonatisztek (Żoliborz Oficerski – „tiszti”).
A második világháború végén a város bal parti részének 85%-a romokban hevert. A kommunista hatalom viszont további károkat okozott a megmaradt épületeken azzal, hogy szocreál stílusban építette újjá a várost. Szerencsére nem minden értéket sikerült lerombolni. Az Óvárost teljesen rekonstruálták, pontosan a háború előtti alakban, többnyire Canaletto képei alapján. 1980-ban az Óváros felkerült az UNESCO világörökség listájára, beírták a teljes rekonstrukció kivételes példájaként. A szocreál építészet tipikus példája az MDM-lakótelep (az Alkotmány tér körül), a Kultúra és Tudomány Palotája (PKiN) és a Tizedik Évforduló Stadion. A PKiN a legvitatottabb épület abból a korszakból. Az épület a szovjet hatalom szimbóluma, ezért sok lengyel szeretné, hogy lebontsák; de jelenleg sok intézménynek ad otthont (pl. a Lengyel Tudományos Akadémia néhány intézetének, a Collegium Civitas privát szociológiai akadémiának, néhány színháznak és mozinak).
Érdekes háború utáni lakótelep a Mariensztat a W–Z (Kelet–Nyugat) autóúttól délre, a Királyi Várral szemben. 1949-ben építették, de olyan stílusban, amely az Óvárosra emlékeztet, ezért a tájékozatlan turisták és sok varsói is azt hiszi, hogy ez az Óváros része.
Mint sok volt kommunista országban, Varsóban is vannak nagy panelházas lakótelepek. A városi hatóságok építtették ezeket 1960–85 között, főként az 1951-ben hozzácsatolt területeken. A legnagyobbak: Ursynów-Natolin, Bródno, Wawrzyszew (a Kohóhoz közel), Bemowo, Gocław (a jobb parton, a Łazienkowska és Siekierkowska út között), Stegny (Wilanówtól északnyugatra), Tarchomin (a Toruńska úttól északra).
Varsó egyike a legmagasabb épületekkel rendelkező európai városoknak Frankfurt am Main, London, Madrid, Barcelona, Moszkva, Brüsszel és Rotterdam mellett. Lengyelország 21 legmagasabb felhőkarcolójából 18 Varsóban van (az első Varsón kívül a Sea Tower Gdyniában csak 9. a listán). A legmagasabb épület Varsóban és az egész országban – a Tudomány és Kultúra Palotája (PKiN – 230,7 m a TV-toronnyal, 188 m a tetejéig), amely a 7. legmagasabb épület az Európai Unióban. Az első felhőkarcolókat Lengyelországban szintén Varsóban építették meg. Az első volt a Lengyel Távirati Részvénytársaság épülete (1908, ún. PASTa) – 51 m magas, valószínűleg a legmagasabb az akkori Orosz Birodalomban. A második a „Prudential” Biztosítási Társaság épülete (1934) – 66 m magas. Ma a legmagasabbak (a PKiN kívül): Warsaw Trade Tower (1999, 208 m), Rondo 1 (2006, 192 m), Hotel Marriott (1989, 170 m); érdemes még megemlíteni az Intraco irodaházat (1975, 138 m), a Novotel szállodát (1974, 111 m), a tömbházakat a Marszałkowska utcán (1969, 81–87 m) és a Riviera diákotthonát (1964, 80 m).

## Egyetemek, főiskolák
Varsó Lengyelország legnagyobb egyetemi városa. Itt van az ország négy legnagyobb egyetemének központja, de további több mint 62 kisebb felsőfokú tanintézet is található itt. Itt tanul kb. 280 ezer hallgató. A tekintélyes egyetemek többsége nyilvános egyetem. Néhány egyetemet “főiskolának” (“szkoła główna”) hívnak, de ez csak a hagyományos név – igazából ezek is teljes jogú egyetemek.
A legfontosabb egyetemek:

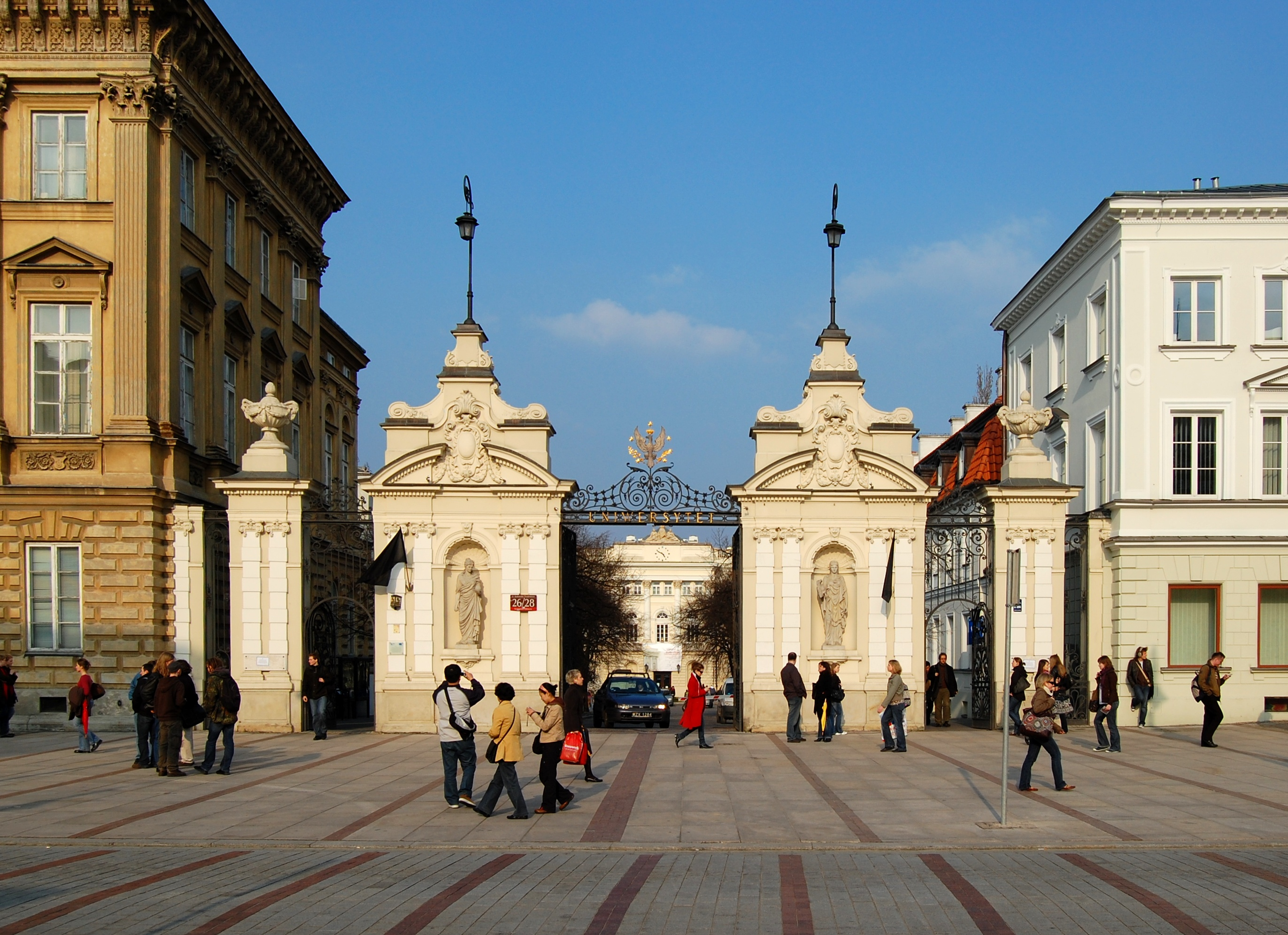
A Varsói Egyetem főkapuja

- A Varsói Egyetem főkapujaUniwersytet Warszawski (Varsói Egyetem) alapítva 1816-ban, 55 000 hallgató, 19 kar[33]
- Uniwersytet Kardynała Stefana Wyszyńskiego (Stefan Wyszynski Bíboros Egyetem) 1954-ben alakult Katolikus Teológiai Akadémia néven (Akademia Teologii Katolickiej), a mostani nevet 1999-ben kapta meg; 16 000 diák, 10 kar[34]

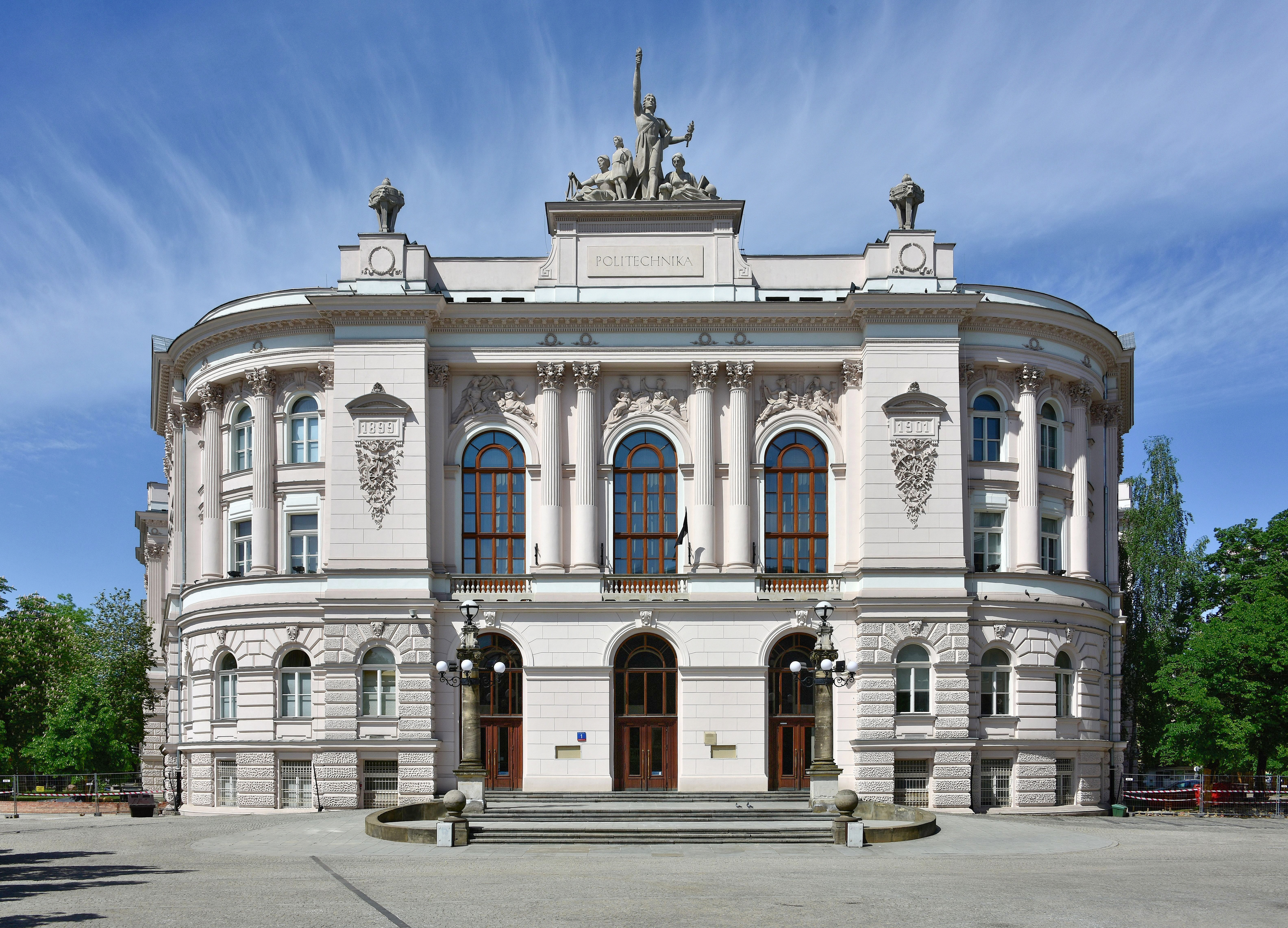
Varsói Műszaki Egyetem főépülete

- Varsói Műszaki Egyetem főépületePolitechnika Warszawska (Varsói Műszaki Egyetem) 1898-ban alapították II. Miklós Műszaki Intézet néven (orosz előadási nyelvvel), mai nevét 1915-ben kapta; 31 000 hallgató, 18 kar[35]
- Wojskowa Akademia Techniczna (Katonai Műszaki Akadémia) 1951-ben alapították, 7 kar[36]
- Szkoła Główna Handlowa (Kereskedelmi Főiskola) 1906-ban alapították „August Zieliński Magán Fiú Kereskedelmi Tanfolyamai” néven, a mostani nevet 1916-ban kapta, de 1949–91 között a „Tervezési és Statisztikai Főiskola” nevet viselte (Szkoła Główna Planowania i Statystyki); 18 000 hallgató; nincsenek karok, tudósok dolgoznak az öt kollégiumban, oktatással pedig az egész egyetem foglalkozik, nem egy adott kollégium[37]
- Szkoła Główna Gospodarstwa Wiejskiego (Mezőgazdasági Főiskola) 1816-ban alakult mint Agronómiai Intézet, 1840-től – Mezőgazdaság és Erdészet Intézete, a mostani nevét 1919-ben kapta meg; a más nyelveken hivatalosan „Élettudományok Varsói Egyetemének” hívják; 30 000 hallgató, 13 kar[38]
- Varsói Orvostudományi Egyetem (Warszawski Uniwersytet Medyczny) 1950-ben mint Orvostudományi Akadémia alakult meg (korábban az orvostudományokat a Varsói Egyetem Orvosi Karán oktatták), mostani nevét az iskola 2008-ban kapta; 10 000 hallgató, 4 kar[39]
- Leon Koźmiński Akadémia (Akademia Leona Koźmińskiego) 1993-ban alakult mint Vállalkozási és Vezetési Főiskola (Szkoła Wyższa Przedsiębiorczości i Zarządzania), a mostani nevét 2008-ban kapta; a gazdasági, humán és jogi tudományok témájában oktatást végző magániskola; 9000 diák, 23 tanszék, nincsenek karok[40]
- Testnevelési Akadémia (Akademia Wychowania Fizycznego, AWF) 1929-ben alapították Központi Testnevelési Intézet néven, mai nevét 1949-ben kapta; 3 kar[41]

További híres egyetemek: Fryderyk Chopin Zenei Egyetem (Uniwersytet Muzyczny imienia Fryderyka Chopina), Képzőművészeti Akadémia (’Akademia Sztuk Pięknych, ASP).
Varsóban több egyetemi könyvtár van, amelyekben értékes történelmi dokumentumokat őriznek. A legnagyobb – a Varsói Egyetem Könyvtára (majdnem 3 millió kötet). A könyvtár épülete nagyon jellegzetes – a tetején nyilvánosan elérthető zöldtetőkert helyezkedik el, a falain pedig – 8 tábla, amelyen ki vannak faragva a lengyel és a nagyvilág tudományainak és kultúrájának vívmányai (Karol Szymanowski egyik zeneművének a kottája, néhány híres matematikai és fizikai egyenlet és vegyi képlet, sőt szanszkrit, héber, arab, görög, óorosz és ólengyel szövegek részei).

## Varsói tájszólás
Mivel Varsóban a második világháború pusztításai miatt kevés ősvarsói él, a varsói tájszólás lassan eltűnik. A város legkevésbé lerombolt része Praga volt, ezért ez a tájszólás ott hallható a leggyakrabban. A varsói tájszólás a mazóviai nyelvjárás egy változata, melyet német, orosz és jiddis szavak is befolyásoltak. A legjellegzetesebb vonások:
- a kie / gie szótagokat ke / ge formában ejtik, pl. ‘’kierować’’ (vezetni) → kerować, kiedyś (valamikor) → kedyś,
- fordítva: ke / ge-t szótag így hangzik: kie / gie, pl. generał (tábornok) → gienerał, rękę (kézet) → rękie (a lengyelek a szó végén álló ę-t e-nek ejtik),
- a lágy li-t kemény ly-ként ejtik: wiedzieliśmy’’ (tudtunk) → wiedzielyśmy, możliwy (lehető) → możlywy,
- a -mi eszközeset ragját my-nek ejtik, tekintet nélkül a nemre: psami (kutyákkal) → psamy (hímnem); rękami (kézekkel) → rękamy (nőnem).

Nagyon jellegzetes, és gyakoribb, mint az általános mazóviai nyelvjárásban az -ak képző használata. Ez a képző már az irodalmi lengyel nyelvbe is bekerült, és nagyjából becézést vagy lebecsülést jelent (cielak [borjú] cielę helyett, prosiak [malac] prosię helyett). A varsóiak néha azt mondják, hogy pl. schaboszczak (kotlet schabowy – a húsfogás Wienerschnitzelhez hasonló), łobuziak (łobuz – huncut), szoferak (szofer, azaz kierowca – vezető, sofőr). Az Express Wieczorny hírlapot ekspresiak-nak hívták. Ugyancsak: Poniatoszczak – Most Poniatowskiego, Wileniak – Dworzec Wileński (Vilnai pu.). A város lakosaira azt mondják: warszawiak (helyesen: warszawianin – varsói ember), krakowiak (krakowianin – krakkói), poznaniak (poznanianin – Poznań lakosa), stb. – és ezek a nevek semlegesek; de łodziak (łodzianin – Łódź lakósa) esetében – ez lebecsülő.
Az orosz eredetű szavak is gyakoriak: kniga (książka – könyv, orosz книга), rozpiska (lista – lista, orosz росписка), ustrojstwo (urządzenie – berendezés, orosz устройcтво).

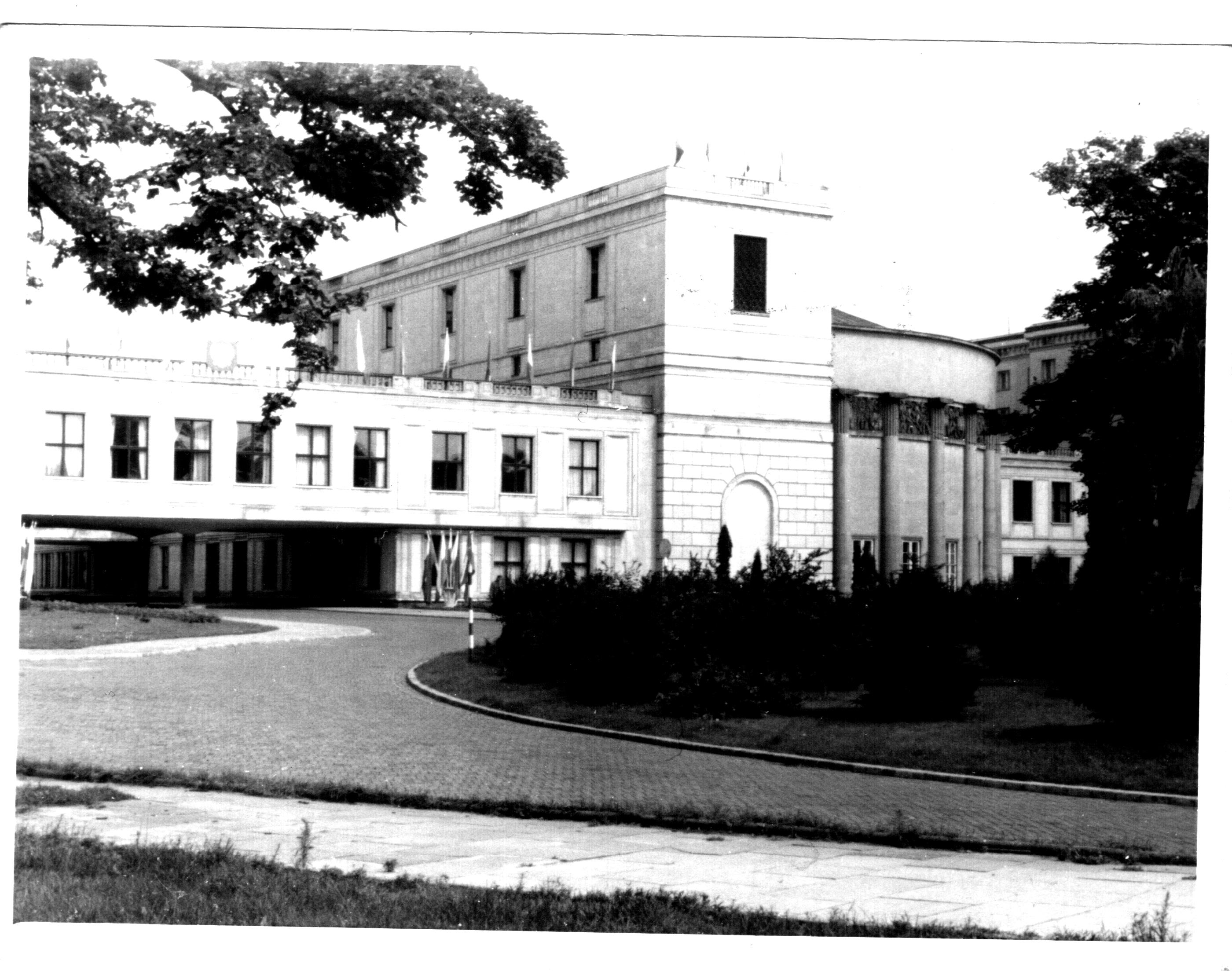
Parlament – 1960
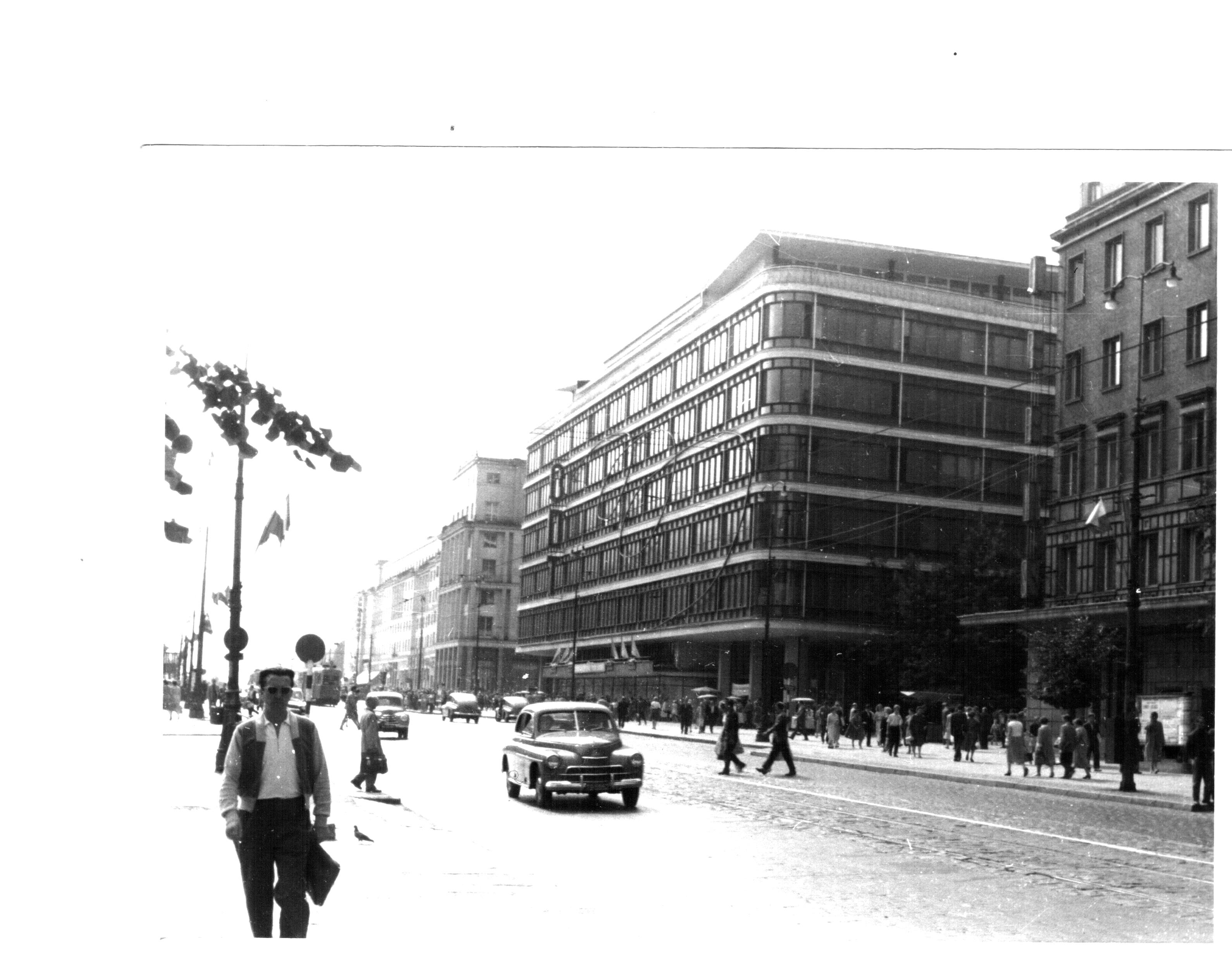
Központi Áruház – 1960
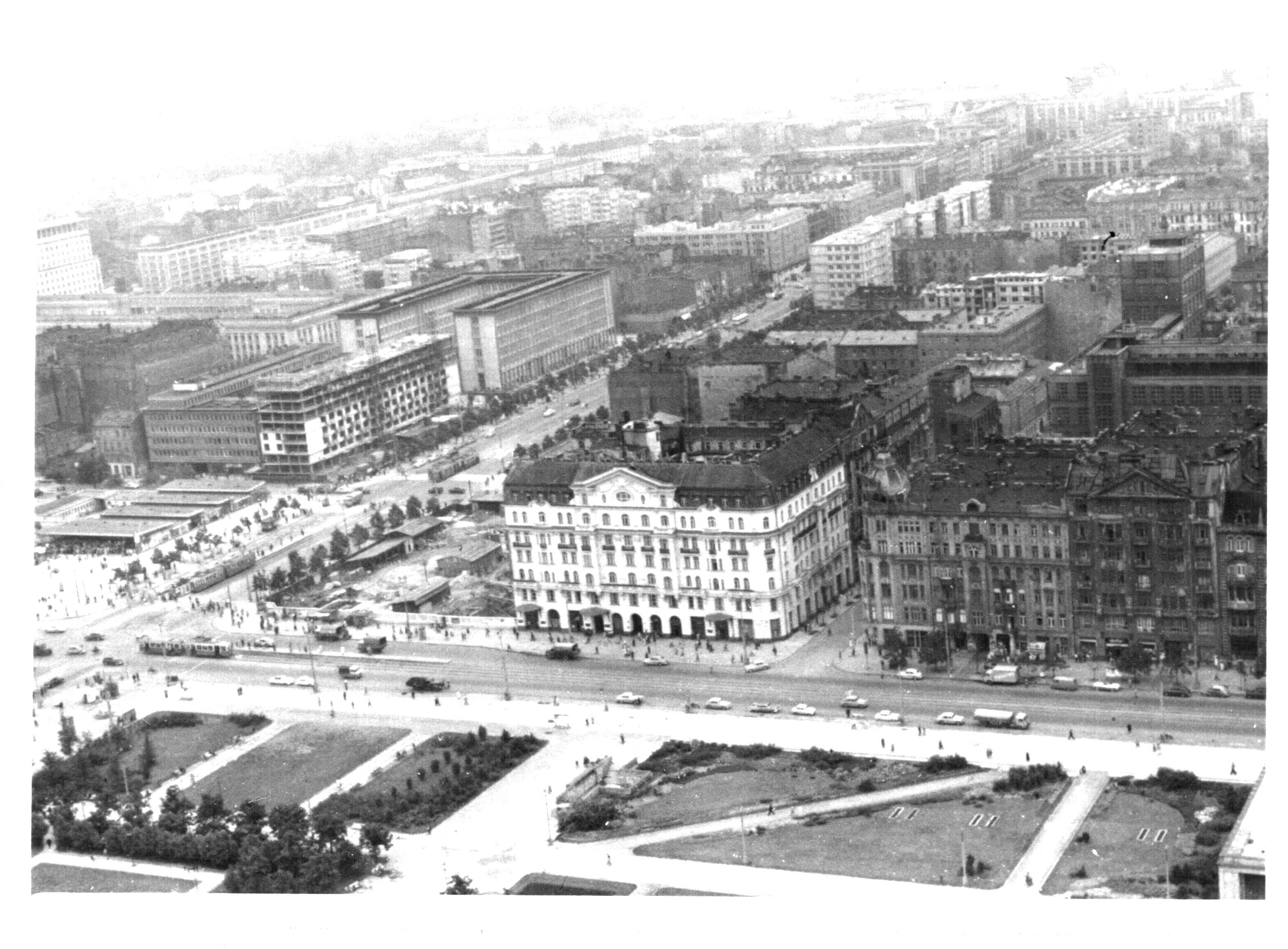
Varsó – 1960
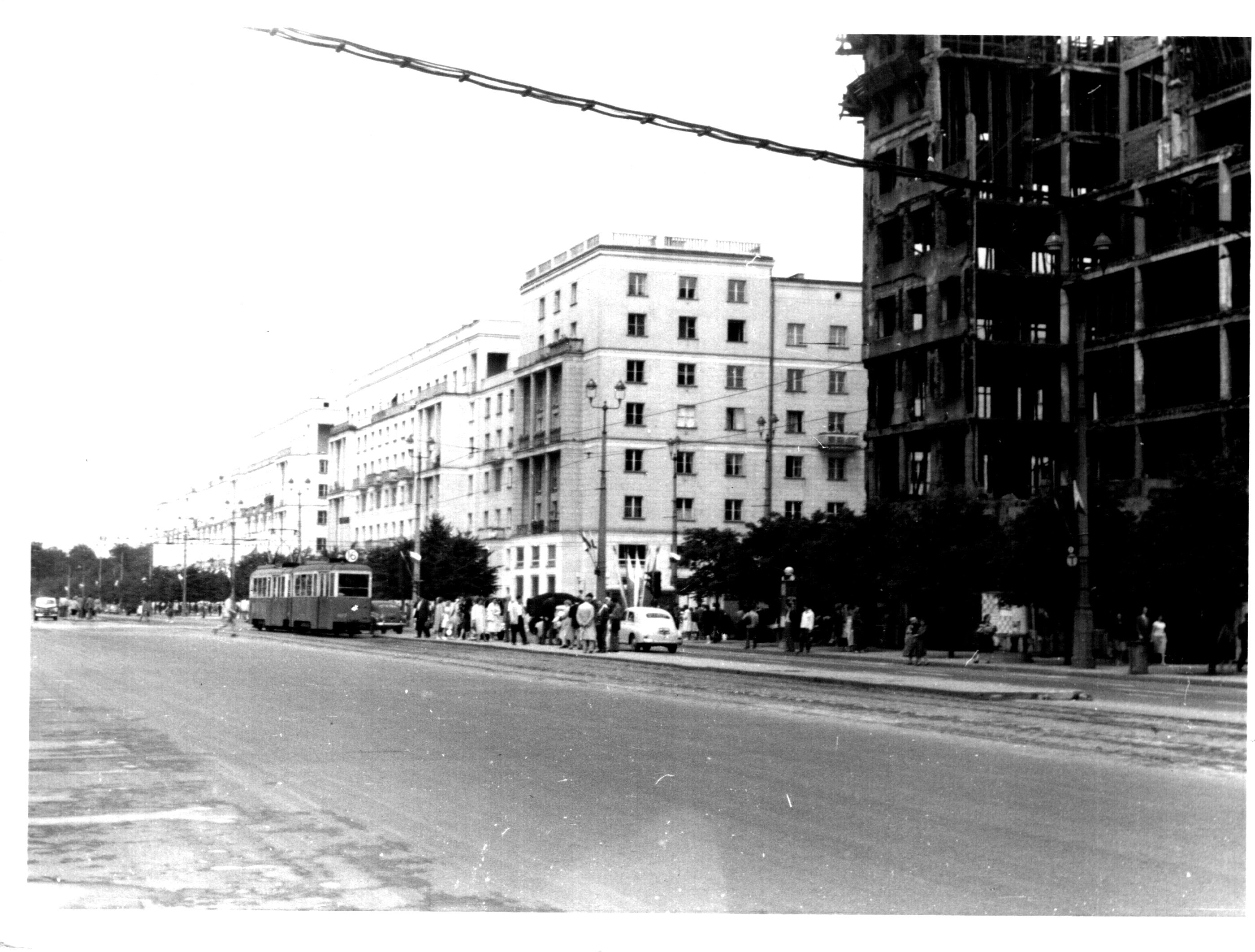
Varsó – 1960

## Látnivalók
- Királyi palota,
- Szent János-főszékesegyház,
- Zsigmond-oszlop,
- Barbakán,
- Óvárosi piactér,
- az egész Óváros,
- Mariensztat,
- Királyi Út: Szent Anna-templom, Varsói Egyetem, Elnöki Palota, kőházak Nowy Świat utcán és villák az Aleje Ujazdowskién,
- Szász Kert és az Ismeretlen Katona Sírja (különösen vasárnap, az őrségváltáskor),
- Łazienki-park és palota,
- Wilanówi palota,
- Kultúra és Tudomány Palotája,
- MDM lakótelep és Alkotmány tér (Plac Konstytucji) – a szocreál építészet példája,
- Varsói Felkelés Múzeuma,
- Stary Żoliborz lakótelep,
- Stara Praga – Targowa és Ząbkowska utcák – a háború előtti építészet példája,
- Varsói Állatkert,
- Varsói Egyetem Könyvtára és a kert a tetején.

## Híres varsóiak
- Krzysztof Kamil Baczyński (1921–1944), költő
- Eugeniusz Bodo (1899–1943) színész, énekes
- Robert Lewandowski (1988- ) labdarúgó
- Zbigniew Brzeziński (1928) Jimmy Carter amerikai elnök tanácsadója
- Fryderyk Chopin (1810–1849) zeneszerző, zongoraművész
- Maria Curie-Skłodowska (1867–1934) Nobel-díjas kutató
- Lucyna Ćwierczakiewiczowa (1829–1901) az első lengyel szakácskönyv szerzője
- Witold Gombrowicz (1904–1969) író, dramaturg
- Agnieszka Holland (1948) filmrendező
- Jacek Kaczmarski (1957–2004) költő
- Lech Kaczyński (1949–2010) néhai lengyel államfő
- Jarosław Kaczyński (1949) volt lengyel kormányfő
- Ryszard Kapuściński (Pińsk, 1932– Varsó, 2007) író, újságíró
- Krzysztof Kieślowski (1941–1996) filmrendező
- Ryszard Kukliński (1930–2004) a CIA ügynöke a hidegháború idején
- Kazimierz Kuratowski (1896–1980) lengyel matematikus, az MTA tagja
- Tamara de Lempicka (1898–1980) emigráns festő
- Mikołaj Łoziński (1980) író
- Witold Lutosławski (1913–1994) zeneszerző
- itt született Oszip Emiljevics Mandelstam (1891–1938) orosz költő
- Adam Michnik (1946) ellenzéki politikus, újságíró, a Gazeta Wyborcza főszerkesztője
- Marek Raczkowski (1959) festőművész, karikaturista, díszlettervező
- Wacław Sierpiński (1882–1969) matematikus
- Antoni Słonimski (1895–1976) költő
- Władysław Szpilman (1911–2000) zeneszerző, zongoraművész
- Stefan Wiechecki (Wiech) (1896–1979) író, a varsói folklórral foglalkozó újságíró
- Stanisław Ignacy Witkiewicz (Witkacy) (1885–1939) író, festő, fotóművész
- Léopold Zborowski költő, műkereskedő (Varsó, 1889, – Párizs, 1932.)
- Andrzej Stasiuk (1960) író, újságíró, irodalomkritikus
- Krzysztof Varga (1968) magyar származású lengyel író, újságíró, a Gazeta Wyborcza kultúra rovatának szerkesztője

## Magyar vonatkozások
- Varsóban halt meg Erdős Pál matematikus.
- A lengyel fővárosban egy utca viseli Teleki Pál nevét (Ursynów kerület), aki kiállt a lengyel–magyar barátság mellett a náci Németországgal szembeszegülve.
- A Białołęka kerületben pedig egy utca idősebb Antall József nevét viseli – aki a második világháború alatt menekültügyi kormánybiztos volt, ő szervezte a segítséget a lengyel menekültek számára.[42]
- A Marszałkowska és a Nowogrodzka utca sarkán található Domszky Pál (1903–1974) kétnyelvű emléktáblája.
- 1701-ben a Krakowskie Przedmieście 1. szám alatt lakott II. Rákóczi Ferenc. A ház falán található Rákóczi kétnyelvű emléktáblája.
- Varsó Bemowo kerületében található egy Kossuth Lajosról, Bielany területén pedig – Petőfi Sándorról elnevezett utca.
- A Mokotów kerület északi részén Szent István-templom található. E közelében élt Korompay Emánuel – a lengyel hadsereg katonája (tartalékos százados), a katyńi vérengzés magyar áldozata.
- A németek a magyar hadsereg egységeit, melyek kisegítő feladatokat teljesítettek Lengyelországban, fel akarták használni a varsói felkelés leverésében is. A tervet mégis elvetették, mert tudomásukra jutott, hogy a magyarok szimpatizálnak a lengyelekkel és a lengyel ellenállási mozgalommal, ezért kétséges volt, hogy eredményesen harcolnának-e ellenük.